# Campus der Universität Wien

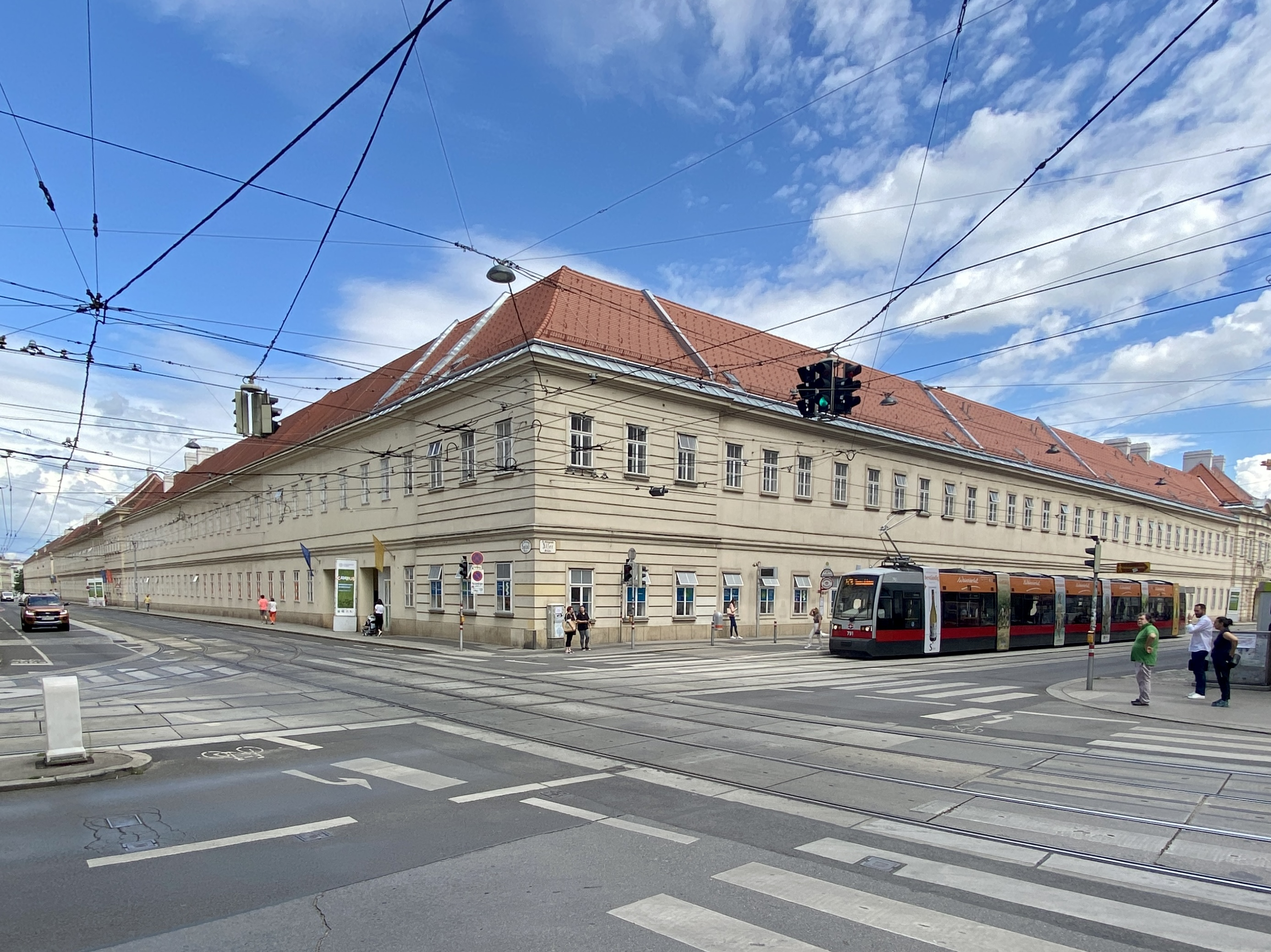
Campus der Universität Wien an der Ecke Alser Straße / Spitalgasse

Der Campus der Universität Wien befindet sich im 9. Wiener Gemeindebezirk Alsergrund.
Die Baugeschichte des Gebäudekomplexes begann 1693 mit der Errichtung eines Großarmenhauses unter Kaiser Leopold I. Dieses wurde zum 1784 unter Kaiser Joseph II. eröffneten Allgemeinen Krankenhaus (AKH) umgebaut, in dem wichtige Vertreter der Wiener medizinischen Schule wirkten. Bis ins 20. Jahrhundert wurde das Krankenhaus mehrmals baulich erweitert. Nachdem 1964 mit der Erbauung des Neuen AKH begonnen worden war, schenkte die Stadt Wien 1988 den in ihrem Besitz stehenden Anteil am Alten AKH der Universität Wien. Die Universität gestaltete diesen zum Campus um, der 1998 eröffnet wurde.
Das weitläufige Areal nahe dem historischen Stadtzentrum erstreckt sich über eine Fläche von 9,6 Hektar. Es ist in zehn Höfe gegliedert, von denen der südlich gelegene Hof 1 der größte ist. Zu den herausragenden Einzelbauten zählen der Narrenturm und das Pathologische Institut. Die 24 benannten Eingangs- und Durchgangstore werden als Tore der Erinnerung bezeichnet. Die Denkmäler und Skulpturen auf dem Gelände reichen von der Barockzeit bis ins 21. Jahrhundert. Der Campus der Universität Wien beherbergt zahlreiche geisteswissenschaftliche Universitätsinstitute, Fachbereichsbibliotheken, Hörsäle und weitere universitäre Einrichtungen. Seine begrünten Innenhöfe sind der allgemeinen Öffentlichkeit zugänglich.

## Geschichte

### Großarmenhaus

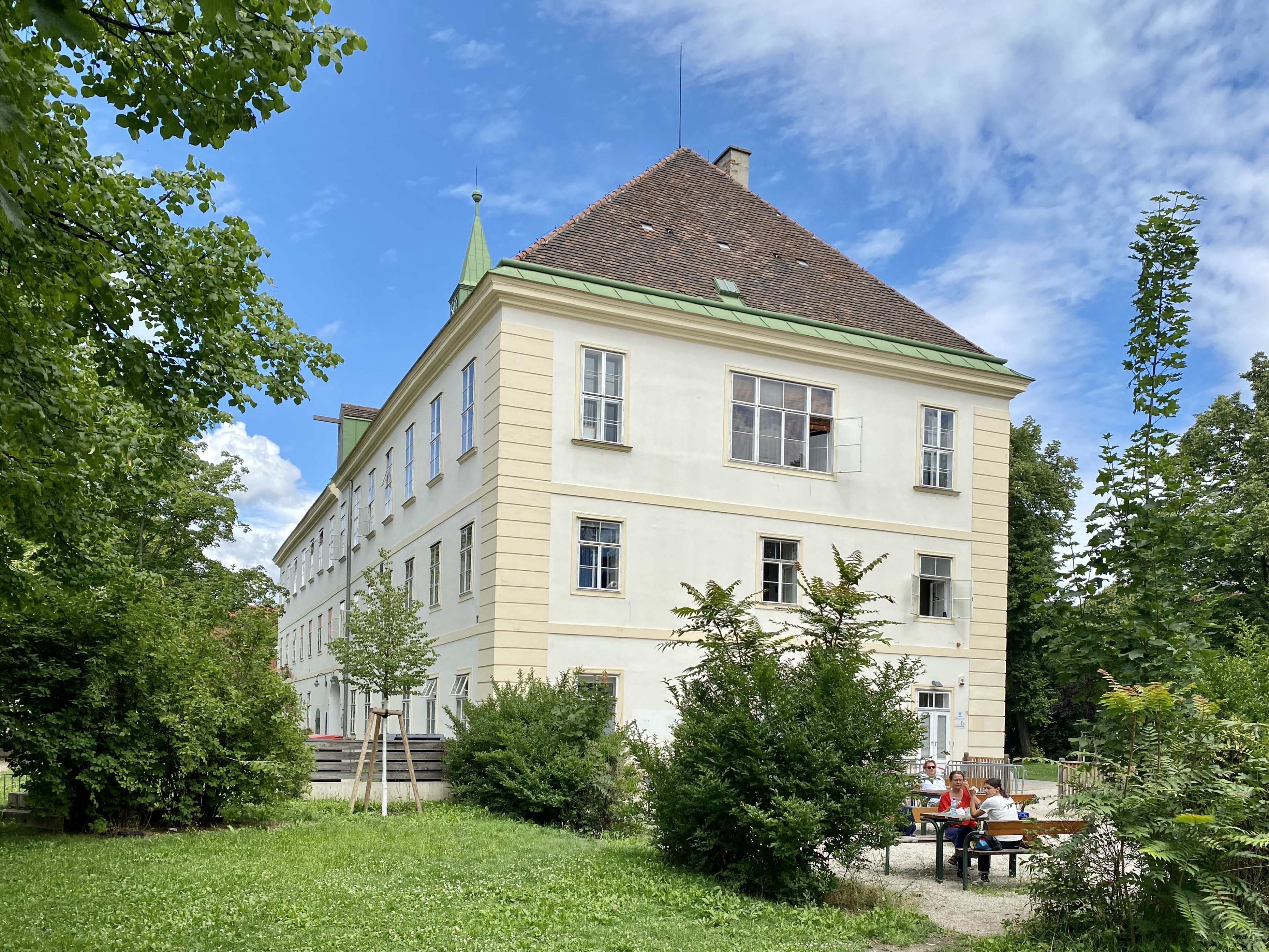
Stöcklgebäude im Hof 1, dem ältesten Bauteil des Campus

Die Baugeschichte des späteren Campus-Areals begann unter Kaiser Leopold I., der von 1693 bis 1697 ein Großarmenhaus für Invalide aus den Türkenkriegen und Obdachlose errichten ließ. Bereits 1686 hatte der kaiserliche Rat Johann Theobald Frankh testamentarisch Mittel für ein Invalidenhaus zur Verfügung gestellt, das vorläufig in einem angrenzenden Seuchenspital untergebracht worden war. Unter Einbeziehung der Frankh’schen Stiftung entstand so der Hof 1 einschließlich des darin befindlichen Stöcklgebäudes als ältester Bauteil des Campus.
Der kaiserliche Rat Ferdinand Freiherr von Thavonat ermöglichte 1726 durch eine testamentarische Stiftung eine Erweiterung des Großarmenhauses unter Kaiser Karl VI. Die Durchführung bis 1733 oblag Franz Anton Pilgram, der das damals größte Wiener Bauunternehmen leitete. Bei dieser zweiten Bauphase wurden die nördlich an den Hof 1 anschließenden Höfe 2, 4 und 7 angelegt. Danach konnte das Großarmenhaus bis zu 5000 Personen beherbergen. In einer dritten Bauphase erfuhr das Areal im Jahr 1752 eine zusätzliche Erweiterung Richtung Norden um die Höfe 3 und 5, wodurch die Aufnahmekapazität auf 6000 Menschen stieg.

### Allgemeines Krankenhaus

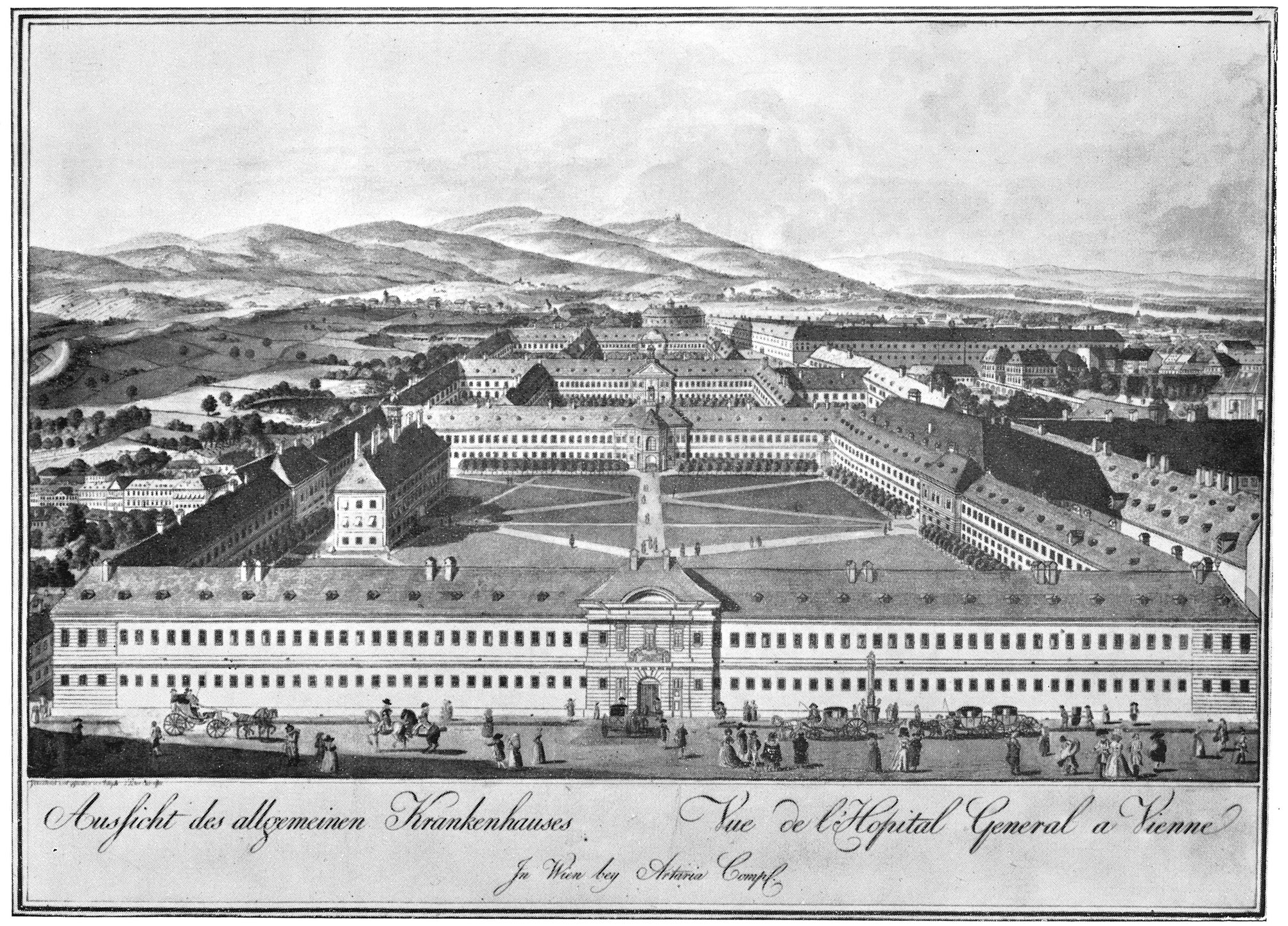
Ansicht des Allgemeinen Krankenhauses auf einem Stich aus dem Jahr 1784

Kaiser Joseph II. ließ das Großarmenhaus, das er als nicht mehr zeitgemäß beurteilte, auflösen. Die Armen wurden im Allgemeinen ins Bäckenhäusel an der Währinger Straße und ins Haus Zum blauen Herrgott an der Lazarettgasse verlegt, während die im Großarmenhaus lebenden Invaliden im Invalidenhaus auf der Landstraße eine neue Unterkunft fanden. Der Kaiser hatte 1777 das Zentralspital Hôtel-Dieu in Paris besichtigt, nach dessen Vorbild er ab 1783 das Großarmenhaus zu einem Krankenhaus umbauen ließ. Die grundlegende Konzeption hatte der Arzt Joseph Quarin inne. Die bauliche Gestaltung übernahmen Isidor Canevale und Josef Gerl, wobei der jeweilige Anteil beider Architekten umstritten ist. Anfänglich war die Anlage in das eigentliche Krankenhaus, die Siechenhäuser, das Gebär- und Findelhaus und den neu errichteten Narrenturm als psychiatrischer Klinik gegliedert. Zu den weiteren Um- und Neubauten gehörten der Einbau der späteren Alten Kapelle im Nordtrakt des Hofs 1 und die Neugestaltung des später als Sonnenfels-Tor bezeichneten zentralen Eingangs.

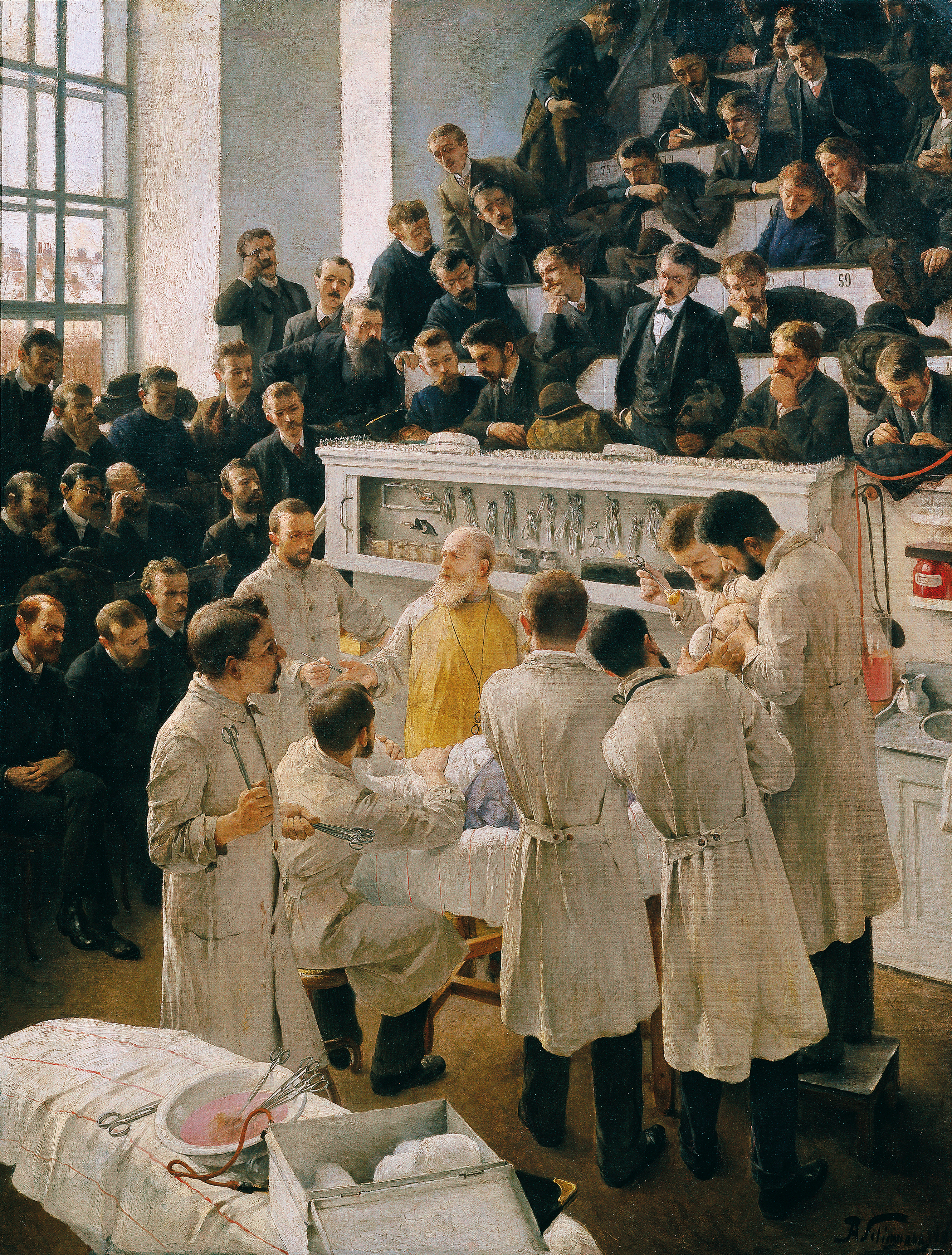
Der Billroth’sche Hörsaal im Wiener Allgemeinen Krankenhaus, Ölgemälde von Adalbert Seligmann (1890er Jahre)

Die Anlage wurde nach kurzer Bauzeit am 16. August 1784 als Allgemeines Krankenhaus eröffnet. Am Haupteingang wurde die lateinische Widmungsinschrift SALUTI ET SOLATIO AEGRORUM JOSEPHUS II. AUGUSTUS ANNO MDCCLXXXIV („Dem Heil und Wohl der Kranken, Kaiser Joseph II., im Jahr 1784“) angebracht. Die Anstalt spielte eine zentrale Rolle bei der Ausformung der Wiener medizinischen Schule. Zu den hier tätigen bedeutenden Ärzten zählen Ignaz Semmelweis, Theodor Billroth und Karl Landsteiner. Von Beginn an waren im Allgemeinen Krankenhaus Universitätskliniken der Universität Wien untergebracht, deren Anzahl im Lauf der Jahre stieg.
Das Areal wurde von 1833 bis 1834 um die Höfe 8 und 9 erweitert, die auf einem ehemaligen Friedhof, dem Kaiserlichen Gottesacker, angelegt wurden. Der Architekt der neuen Trakte war Josef Mauritius Stummer. An die unter Kaiser Franz I. erfolgte Erweiterung erinnert die Widmungsinschrift am späteren Richter-Tor an der Garnisongasse: SALUTI ET SOLATIO AEGRORUM FRANCISCUS I. MDCCCXXXIV („Dem Heil und Wohl der Kranken, Franz I., 1834“). Auf entsprechende Bemühungen des Pathologen Carl Rokitansky geht die Erbauung des Pathologischen Instituts im Hof 10 zurück. Das vom Architekt Ludwig Zettl entworfene Gebäude wurde 1862 eröffnet. Im Jahr 1882 erfuhr es eine Aufstockung.
Der Architekt Max Fleischer entwarf die 1903 errichtete Synagoge des Allgemeinen Krankenhauses im Hof 6. Ab 1904 erfolgte außerhalb des späteren Campus-Areals eine bauliche Erweiterung des Krankenhauses durch die Neuen Kliniken, die nur zum Teil realisiert wurden. Die Synagoge wurde im „Anschluss“-Jahr 1938 beschädigt. Den Zweiten Weltkrieg überstanden die Krankenhausbauten ohne Kriegsschäden. Die ehemalige Synagoge wurde 1953 zu einer Transformatorenstation umgebaut. Dabei wurden deren erhaltene Innenausstattung zerstört. Im Zuge einer Modernisierung des Transformators in den 1970er Jahren wurde auch die Fassade der früheren Synagoge stark verändert. In den Narrenturm zog 1971 das Pathologisch-anatomische Bundesmuseum ein.

### Umgestaltung zum Universitätscampus

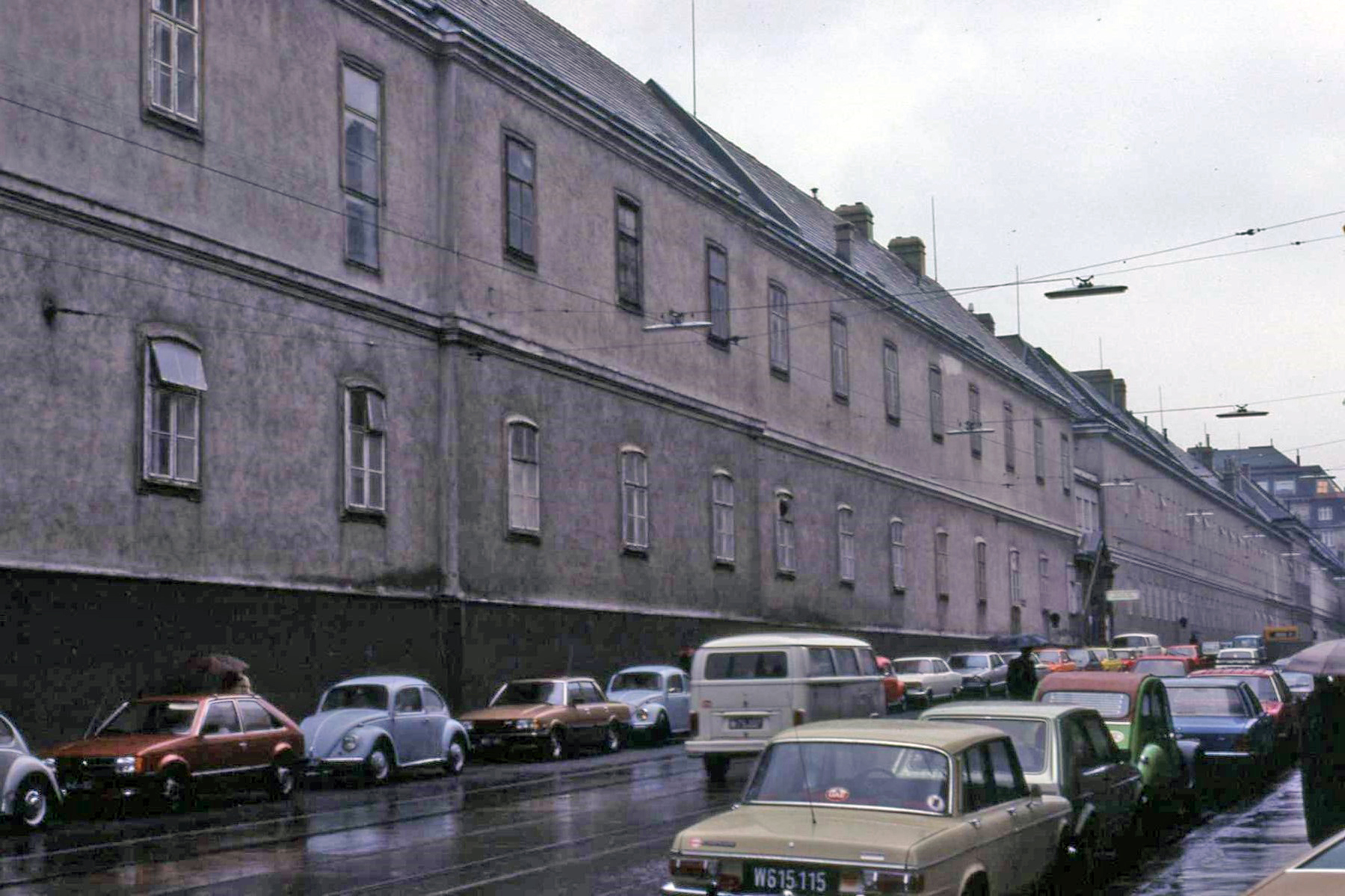
Altes Allgemeines Krankenhaus im Juni 1983

Bereits Ende des 19. Jahrhunderts hatte sich abgezeichnet, dass das Areal zu klein und ungeeignet für die steigenden Ansprüche des Krankenhausbetriebs wurde. Der Beschluss, das Neue Allgemeine Krankenhaus zu errichten, wurde in den 1950er Jahren gefällt. Die Bauarbeiten zu den zwei großen Bettentürmen und den Nebengebäuden des neuen Spitals begannen 1964. Die Gebäude des Alten Allgemeinen Krankenhauses standen zu etwa zwei Dritteln im Besitz der Stadt Wien und zu einem Drittel im Besitz der Republik Österreich. Der Wiener Bürgermeister Franz Jonas gab anlässlich der 600-Jahr-Feier der Universität Wien im Jahr 1965 bekannt, dass die Stadt Wien erwog, ihren Anteil nach Fertigstellung des neuen Krankenhauses der Universität zu schenken. Ein eigener Universitätscampus in der Nähe des Schottentors war bereits 1365 in der Gründungsurkunde der Universität Wien von Herzog Rudolf IV. vorgesehen, jedoch nie verwirklicht worden.

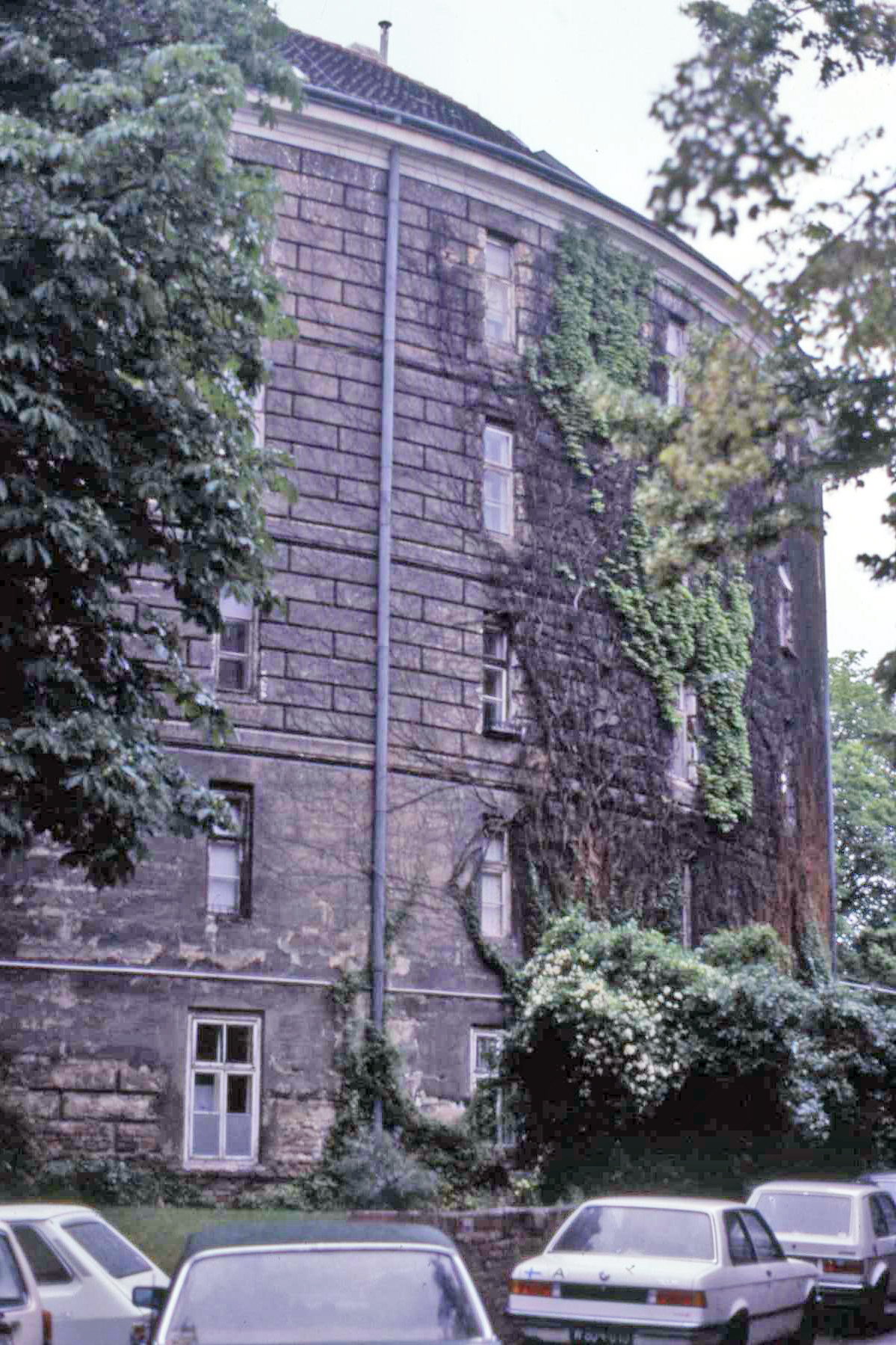
Narrenturm im Juni 1983

Die rechtlichen Voraussetzungen für die Schenkung wurden mit dem Universitäts-Organisationsgesetz 1975 geschaffen. Die Fertigstellung des neuen Krankenhauses verzögerte sich immer wieder, auch wegen der Aufdeckung des AKH-Skandals 1980. Die Internationale Gesellschaft für Stadtgestaltung mit Sitz in Wien schlug 1985 eine Vielzahl an Varianten für die Nachnutzung des alten Krankenhausgeländes vor. Darunter war auch die Umwandlung in ein Wohngebiet, das sich für die Stadt wegen Auflagen des Denkmalschutzes letztlich als zu teuer erwies. Die in Wien regierende Sozialdemokratische Partei Österreichs lobte 1987 einen Ideenwettbewerb zur Nachnutzung des Gebäudekomplexes aus. Diesen gewann eine Bürgerinitiative, die sich für eine Erhaltung des historischen Baubestands und eine Begrünung der Höfe einsetzt. Die Vorstellungen der Bürgerinitiative wurden letztlich weitgehend umgesetzt.
Nach einer Nutzbarkeitsanalyse unterzeichneten der Wiener Bürgermeister Helmut Zilk und der Universitätsrektor Wilhelm Holczabek am 7. Dezember 1988 den Notariatsakt zur Schenkung, mit der der städtische Anteil des Alten Allgemeinen Krankenhauses in den Besitz der Universität Wien kam. Die Stadt Wien setzte als Bedingung für die Schenkung fest, dass ein Teil des Areals der Allgemeinheit zugänglich gemacht werden sollte. Ein an der Garnisongasse gelegener Hof wurde der Oesterreichischen Nationalbank für den Neubau eines Verwaltungsgebäudes verkauft und der Erlös für den Umbau des Krankenhauses zum Universitätscampus verwendet. Die übrige benötigte Finanzierung wurde von der Republik Österreich und durch von der Universität eingeworbene Drittmittel sichergestellt. Die Universität, für die der Umbau das größte Bauprojekt im 20. Jahrhundert bedeutete, erarbeitete dafür ein Leitprogramm und beauftragte 1992 unter ihrem damaligen Rektor Alfred Ebenbauer das in der ARGE Architekten Altes AKH zusammengeschlossene Architektenteam Hugo Potyka, Friedrich Kurrent, Johannes Zeininger, Sepp Frank, Rudolf Zabrana und Ernst M. Kopper mit der Bauplanung. Das Neue Allgemeine Krankenhaus wurde 1994 fertiggestellt und die letzten Kliniken aus dem Alten Allgemeinen Krankenhaus abgesiedelt. Die eigentlichen Bauarbeiten am Campus dauerten von 1995 bis 1998.

### Seit der Eröffnung 1998

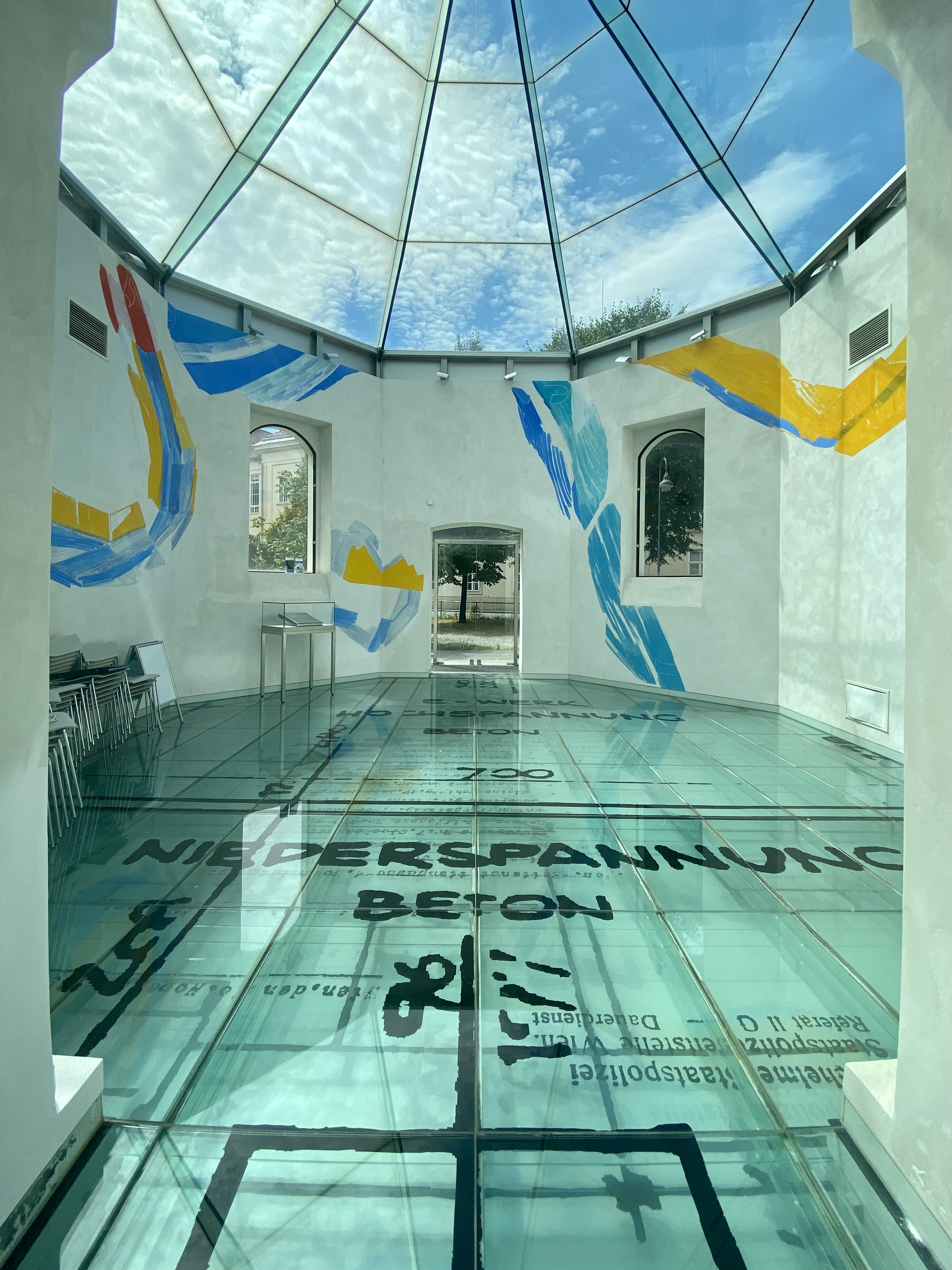
Gedenkort Marpe Lanefesch, eröffnet 2005

Der Rektor der Universität Wien Wolfgang Greisenegger und der Wiener Bürgermeister Michael Häupl eröffneten den Campus nach zehnjähriger Planungs- und Bauzeit am 16. Oktober 1998. Die Universität siedelte hier vor allem geisteswissenschaftliche Institute an, die zuvor im Neuen Institutsgebäude (NIG) beheimatet gewesen waren. Die begrünten Höfe sowie die Gastronomie- und Geschäftslokale am Campus standen seit der Eröffnung der allgemeinen Öffentlichkeit zur Verfügung.
Nach Plänen von Hugo Potyka, Friedrich Kurrent, Johannes Zeininger und Ernst M. Kopper wurde von 2002 bis 2003 ein neues Hörsaalzentrum im Hof 2 erbaut. Für die ehemalige Synagoge sah die ARGE Architekten Altes AKH ursprünglich die Reaktivierung als jüdisches Bethaus und die Integration in einen „Platz der monotheistischen Weltreligionen“ vor, auf dem auch eine kleine Moschee und eine orthodoxe Kirche errichtet worden wären. Stattdessen wurde der Synagogenbau nach einem Konzept der Künstlerin Minna Antova zum begehbaren Gedenkort Marpe Lanefesch (hebräisch ריפוי לנפש Heilung für die Seele) umgestaltet, der 2005 eröffnet wurde. Hier befindet sich seit 2009 auch das handgeschriebene Gedenkbuch für die Opfer des Nationalsozialismus der Universität Wien im Jahr 1938. Das Pathologisch-anatomische Bundesmuseum im Narrenturm wurde 2012 organisatorisch als pathologisch-anatomische Sammlung in das Naturhistorische Museum Wien eingegliedert.
Das zwanzigjährige Jubiläum des Campus 2018 nutzte die Universität als Auftakt zu einer Weiterentwicklung des Areals bis 2025. Im Zuge dessen soll sich der Campus als universitärer Arbeitsplatz, als einzigartige „Grünoase“ im Stadtgebiet und als beliebter Ort der freien Begegnung und Kommunikation nach dem Vorbild des Wiener MuseumsQuartiers positionieren. Eine Generalsanierung des Narrenturms, verbunden mit einer Neuaufstellung der pathologisch-anatomischen Schausammlung, wurde 2020 abgeschlossen. Seit Mitte 2021 ist der Campus eine autofreie Zone.

## Areal

### Überblick

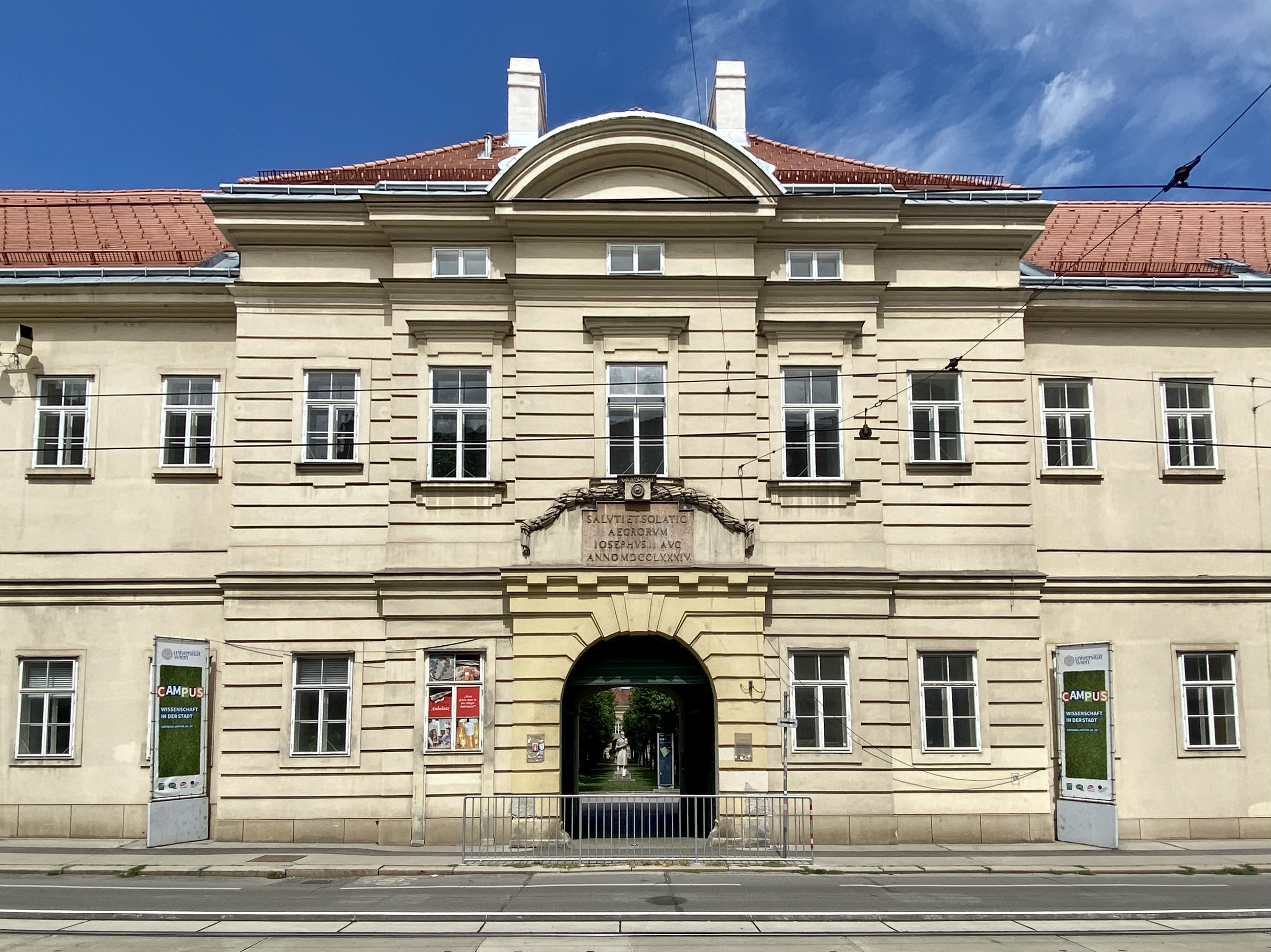
Sonnenfels-Tor an der Alser Straße

Der weitläufige Campus der Universität Wien erstreckt sich über eine Fläche von 96.000 m². Er ist in zehn Höfe mit in der Regel zwei- bis dreigeschoßigen Gebäuden gegliedert. Auch wenn später immer wieder bauliche Veränderungen vorgenommen wurden, ist das aus der josephinischen Zeit stammende Konzept der Krankenhaus-Anlage ersichtlich. Gestalterisch äußert sich dies in einer sparsamen, betont schlichten Ausführung. Das Sonnenfels-Tor als ehemaliger Haupteingang des Krankenhauses und Beginn der Mittelachse der Anlage ist an der Fassade mit einfachen Mitteln akzentuiert. Der Campus steht unter Denkmalschutz und gehört zur Pufferzone des UNESCO-Welterbes Historisches Zentrum von Wien.
Das Campus-Areal ist in ein urbanes Umfeld nahe der Inneren Stadt eingebettet. Es wird im Norden vom Zentrum für Gerichtsmedizin, der Universitätszahnklinik Wien und einem Nebengebäude der Oesterreichischen Nationalbank begrenzt. Im Osten schließen die Garnisongasse, die Rotenhausgasse und der Otto-Wagner-Platz mit der Hauptanstalt der Oesterreichischen Nationalbank an. Die Begrenzung wird im Süden von der Alser Straße und im Westen von der Spitalgasse gebildet.

### Höfe

#### Hof 1

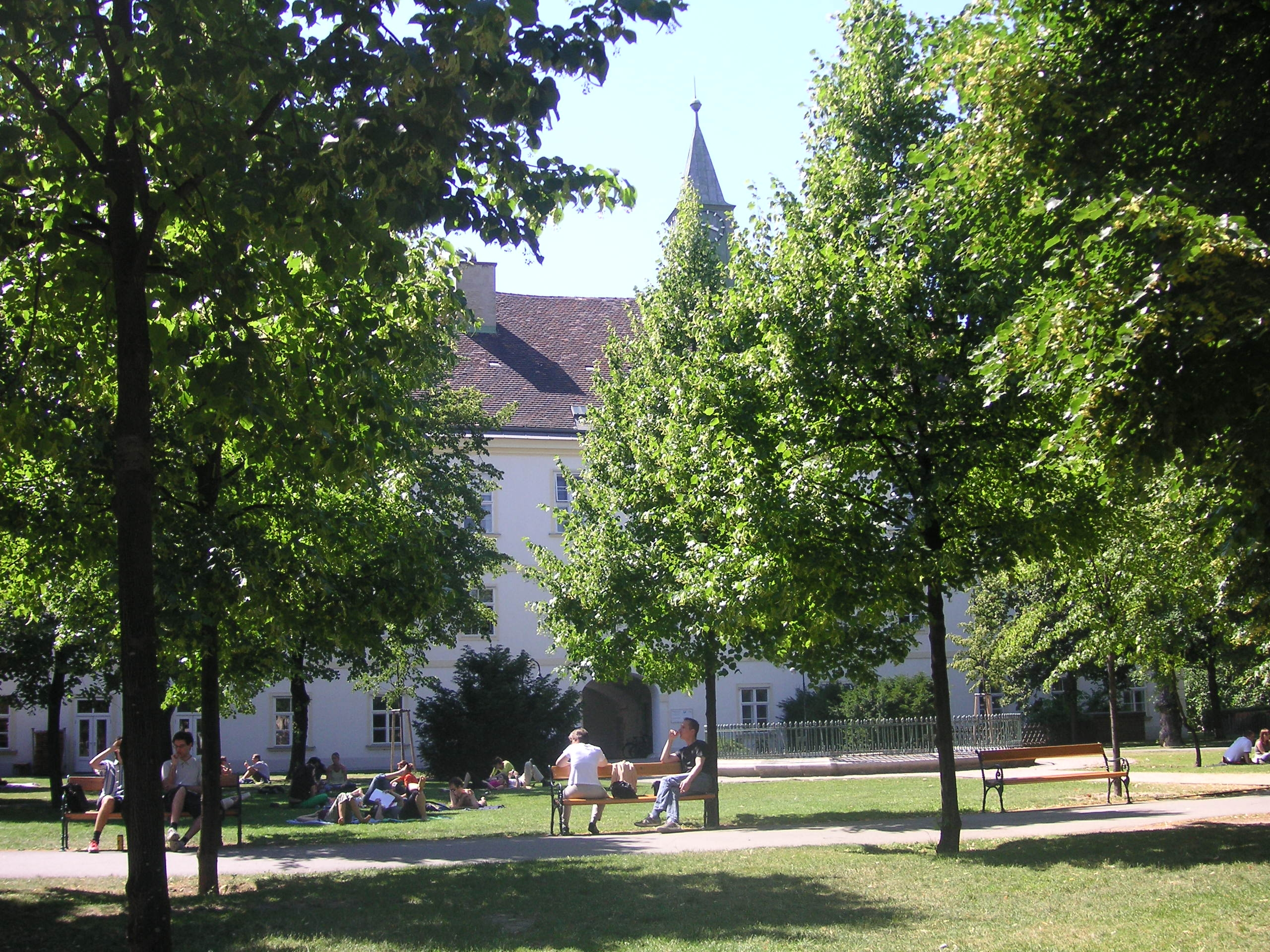
Hof 1, im Hintergrund das Stöcklgebäude

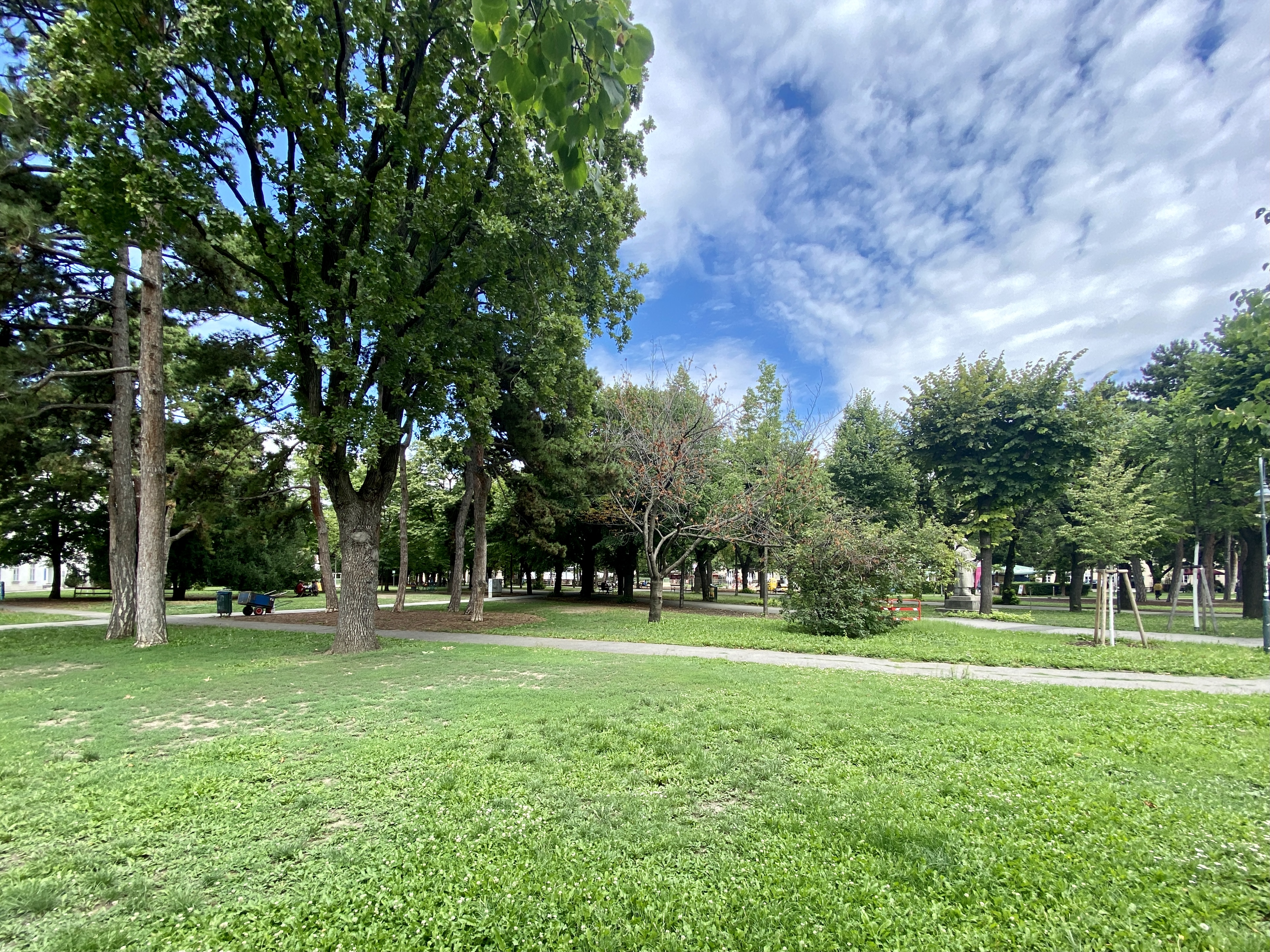
Grünflächen im Hof 1

Der Hof 1 ist der mit Abstand größte der Campus-Höfe und nimmt den Süden des Areals ein. Im Norden schließen die Höfe 2, 4 und 7 an. Östlich des Hofs befindet sich der Otto-Wagner-Platz, südlich die Alser Straße und westlich die Spitalgasse. Eine alte Bezeichnung des Hofs 1 lautet Invalidenhof in Erinnerung an eine der Vorgängerinstitutionen. Die Fassaden der Vierflügelanlage sind überwiegend einfach gestaltet. Die Fassade des Nordtrakts und die straßenseitige Fassade des zweigeschoßigen Südtrakts weisen genutete Risaliten auf, die letztgenannte Fassade insbesondere einen vorgestuften Mittelrisaliten mit Segmentgiebel und Walmdach über dem Sonnenfels-Tor. Die Innenräume werden teilweise mit Stichkappen- oder Tonnengewölben abgeschlossen. Eine barocke Innentreppe ist erhalten. Die meisten Stiegen wurden erst später eingebaut.
Der freistehende dreigeschoßige Stöcklgebäude ist schlicht verputzt und hat Gesimsfaschen. Auf seinem Walmdach ist ein kleiner Uhrturm angebracht. Die Durchfahrt im Stöcklgebäude wird durch Korbbogen-Portale erschlossen. Die Alte Kapelle befindet sich im Nordtrakts des Hofs, direkt oberhalb der mittleren Durchfahrt. Am Dach darüber gibt es ein Glockentürmchen. Teil des kargen Innenraums mit Flachdecke ist eine Orgelempore. Das Leinwandbild am Hochaltar zeigt Maria mit Kind und Gottesverehrern und wurde 1855 von Heinrich Schwemminger gemalt. Auf dem Deckenbild ist ein Heilungswunder Jesu dargestellt. Auf den Längswänden der Kapelle befinden sich jeweils zwei Wandbilder. Links sind Christus mit den Verdammten und die Heiligen Drei Könige als Astronomen zu sehen, rechts Christus in Gethsemane und die Hirtenverkündigung. Der 127 m² große Raum der Alten Kapelle wird für Seminare, Workshops und Tagungen verwendet und fasst bis zu 60 Personen. Weitere allgemeine Veranstaltungsräume der Universität im Hof 1 sind die 148 m² große Aula mit einem Fassungsvermögen von bis zu 100 Personen, der 118 m² große Seminarraum 1, dessen Standardbestuhlung 36 Sitzplätze aufweist, und der 99 m² große Seminarraum 2 mit einer Standardbestuhlung für 30 Personen.
Im Hof 1 sind das Institut für Zeitgeschichte und das Vienna Center for Experimental Economics, eine Institution der Fakultät für Wirtschaftswissenschaften, angesiedelt. Weitere universitäre Einrichtungen in diesem Hof sind unter anderem der Alumniverband, das Innovationszentrum, das Kinderbüro, das Postgraduate Center sowie die Studienservicestelle für Slawistik, Indologie, Tibetologie und Buddhismuskunde, Afrikawissenschaften, Musikwissenschaft, Orientalistik und Sprachwissenschaft (SIAMOS). Auch die Österreichische Hochschülerinnen- und Hochschülerschaft (ÖH) an der Universität Wien, das Institut Wiener Kreis und die Wiener Kreis Gesellschaft sowie das mit der Universität verbundene Konfuzius-Institut haben hier ihren Sitz. Eine Zweigstelle der Universitätsbibliothek der Universität Wien ist die Fachbereichsbibliothek für Zeitgeschichte.
Ferner befinden sich mehrere nichtuniversitäre Einrichtungen im Hof 1. Dazu zählen vier Gastronomiebetriebe, ein Supermarkt, Geschäftslokale und Büros. Auch der Privatsender Radio Arabella hat hier seinen Sitz. Im Stöcklgebäude ist unter anderem die Rückkehrhilfe der Caritas der Erzdiözese Wien untergebracht. Das Weihnachtsdorf am Campus der Universität Wien zählt zu den klassischen Wiener Weihnachtsmärkten.
An der Fassade des nördlichen Trakts erinnert eine 1981 angebrachte Gedenktafel an den Chirurgen Leopold Schönbauer. Er verhandelte in den letzten Tagen des Zweiten Weltkriegs erfolgreich mit der SS und der Roten Armee, um die Gefechte vom Allgemeinen Krankenhaus fernzuhalten. Die Ehrung Schönbauers, der in der NS-Zeit Karriere machte und für Zwangssterilisationen verantwortlich war, gilt als umstritten.

#### Hof 2

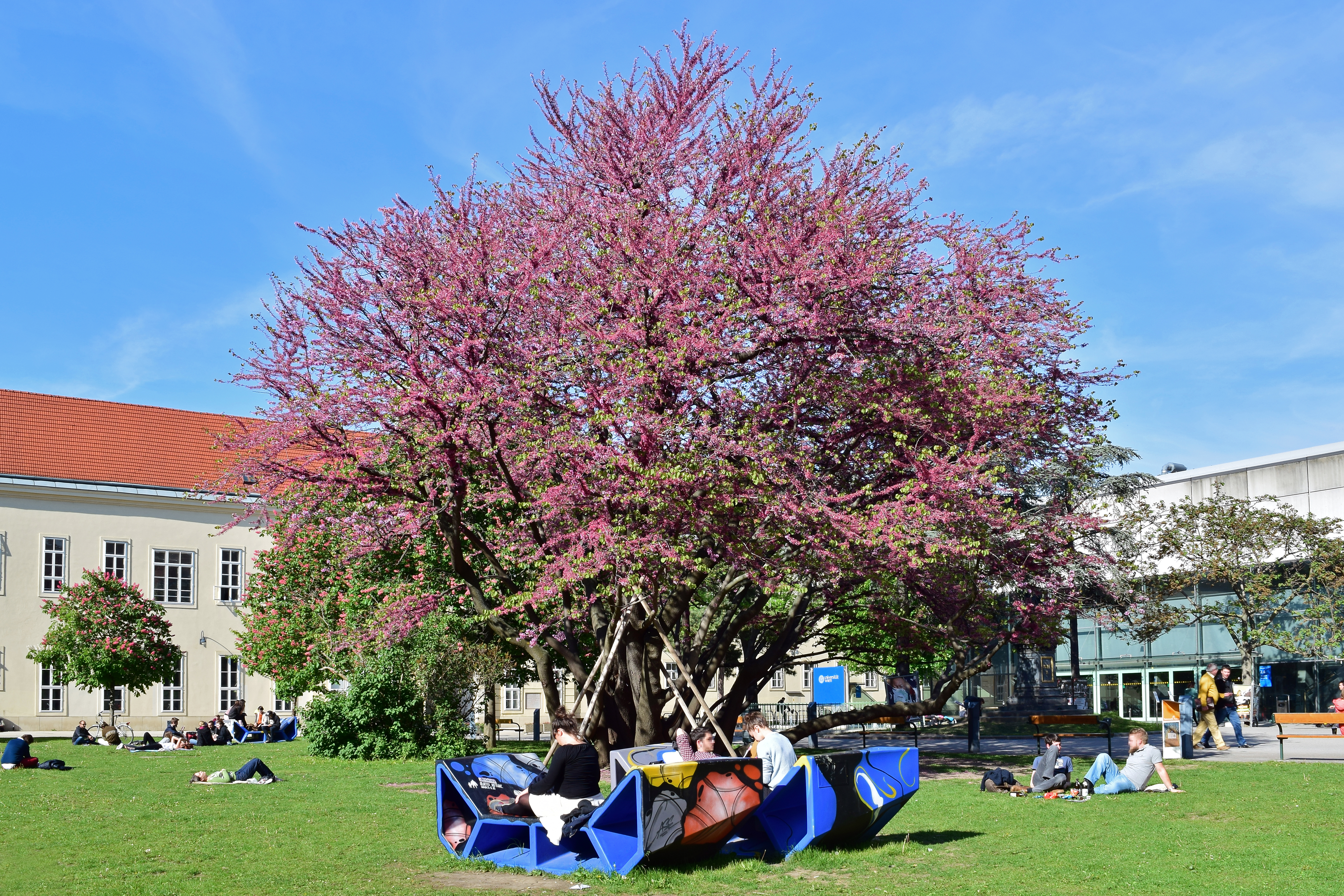
Hof 2 mit unter Naturschutz stehendem Judasbaum

Der Hof 2 liegt im Zentrum des Campus. Er grenzt im Norden an den Hof 3, im Osten an den Hof 7, im Süden an den Hof 1 und im Westen an den Hof 4. Sein alter Name ist Thavonathof nach der Armenhaus-Stiftung von Ferdinand Freiherr von Thavonat. Die umschließenden Trakte sind zweigeschoßig. Der Nordtrakt weist einen reich gestalteten und übergiebelten Mittelrisaliten auf. Weitere markante Gestaltungselemente sind ein Frontispiz mit einer Uhr und ein Dachreiter mit Glockenhelm.

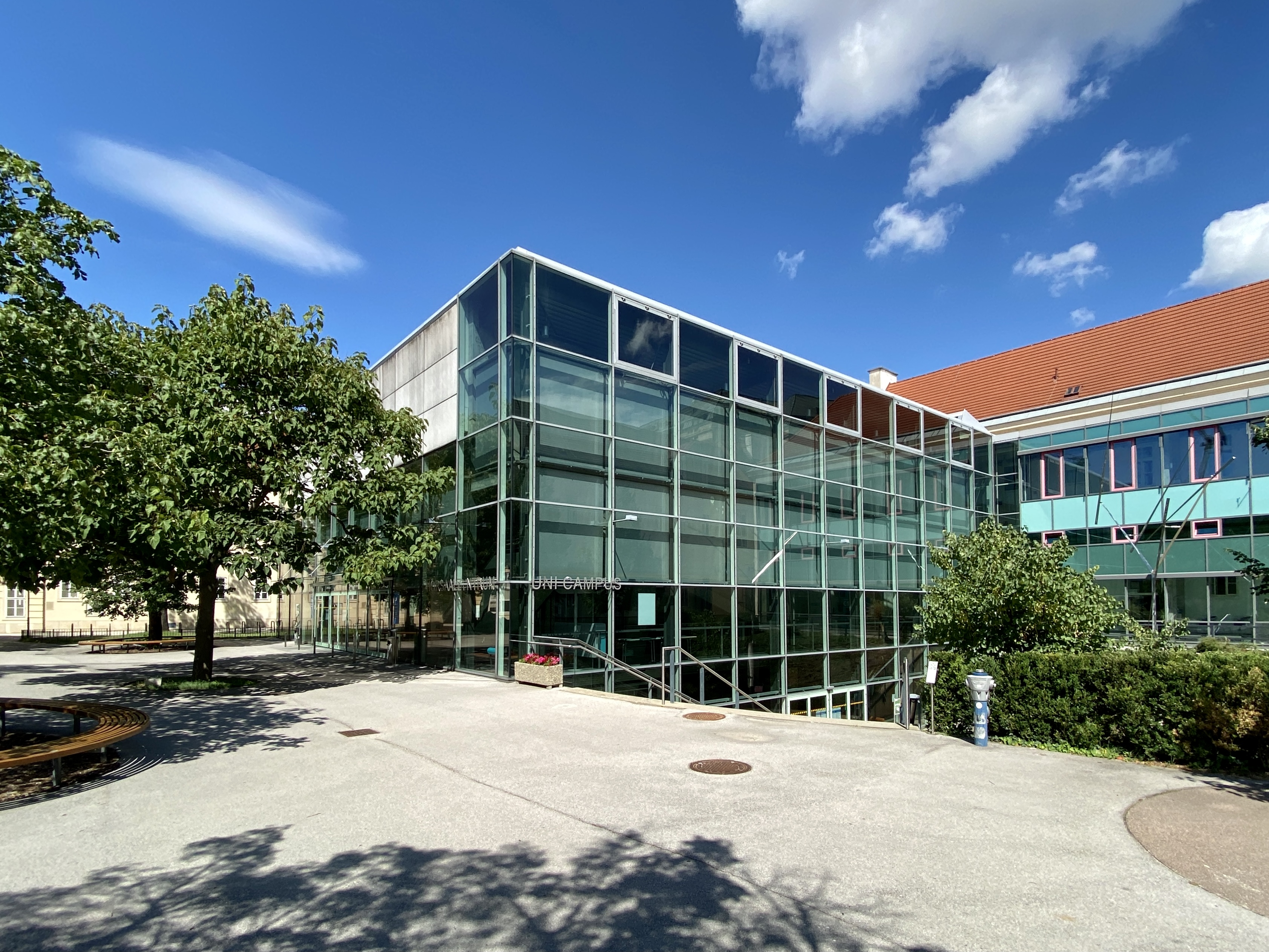
Hörsaalzentrum im Hof 2

Der Neubau des Hörsaalzentrums umfasst den Hörsaal C1, den Hörsaal C2 und zwei Foyers. Der 442 m² große Hörsaal C1 bietet 458 Sitzplätze und der 153 m² große Hörsaal C2 150 Sitzplätze. Im Hof 2 gibt es außerhalb des Hörsaalzentrums noch zwei weitere große Hörsäle mit aufsteigenden Sitzreihen, die beide 232 m² groß sind: den Hörsaal A für bis zu 207 Personen und den Hörsaal B für bis zu 186 Personen.
Im Hof 2 sind der Fachbereich Südasienkunde und der Fachbereich Tibet- und Buddhismuskunde des Instituts für Südasien-, Tibet- und Buddhismuskunde, der Fachbereich Japanologie, der Fachbereich Sinologie und das multidisziplinäre Masterstudium East Asian Economy and Society des Instituts für Ostasienwissenschaften sowie das Institut für Ethik und Recht in der Medizin beheimatet. Weitere Einrichtungen sind die beiden Studienservicecenter der Historisch-Kulturwissenschaftlichen Fakultät und der Philologisch-Kulturwissenschaftlichen Fakultät sowie die Fakultätsvertretung für Geisteswissenschaften der ÖH. Zur Universitätsbibliothek gehört die Fachbereichsbibliothek für Südasien-, Tibet- und Buddhismuskunde.
Ein im Hof wachsender Judasbaum (Cercis siliquastrum) steht als Naturdenkmal unter Schutz. Eine Gedenktafel ist Ferdinand Freiherr von Thavonat gewidmet, eine weitere mit einem von Edwin Grienauer und Hans Köttenstorfer gestalteten Büstenmedaillon dem Dermatologen Ferdinand von Hebra.

#### Hof 3

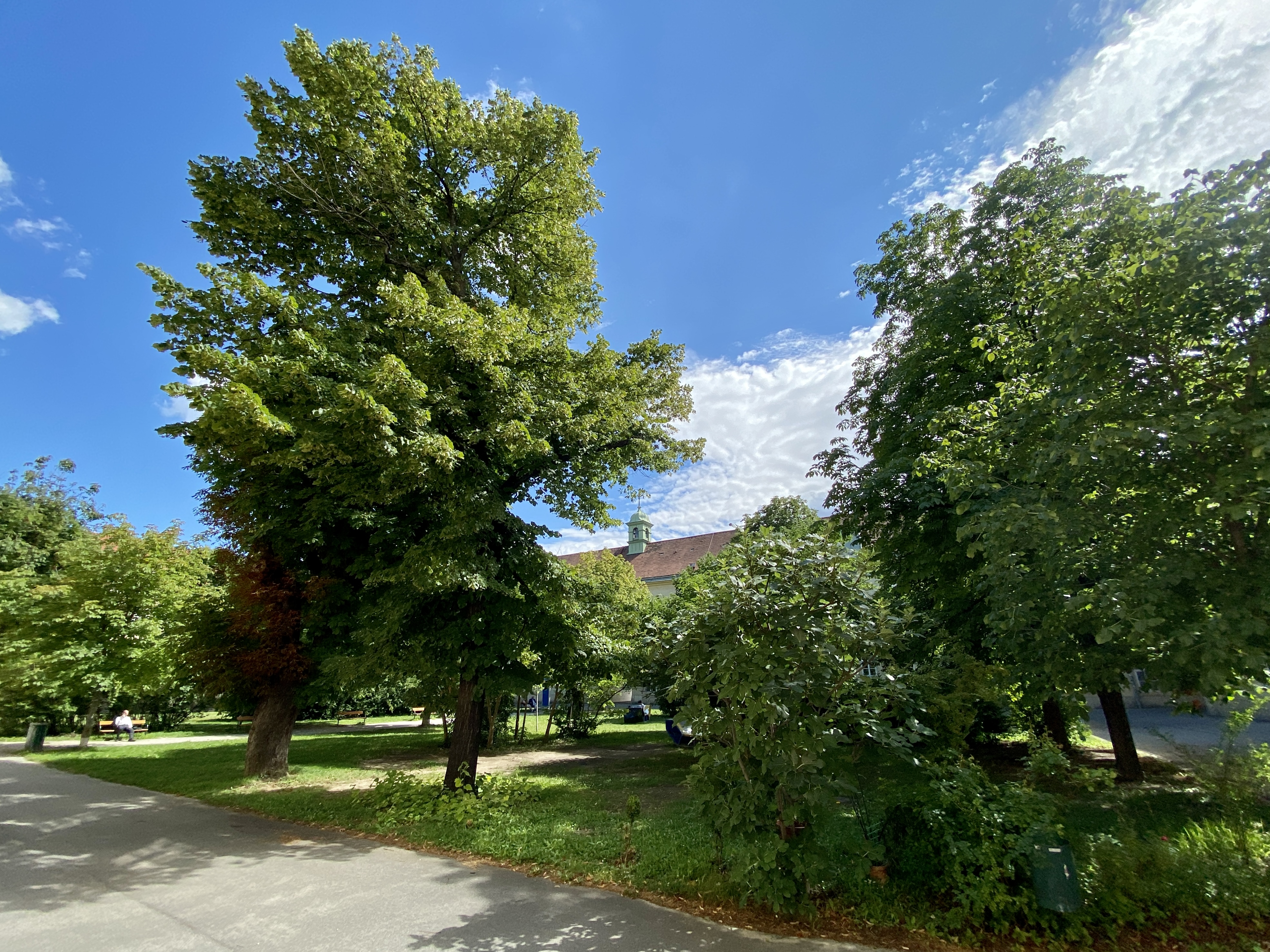
Hof 3

An den Hof 3 schließen im Nordwesten der Hof 10, im Nordosten und Osten der Hof 6, im Süden der Hof 2 und im Westen der Hof 5 an. Der Hof 3 wurde früher auch als Studentenhof bezeichnet. Drei der vier Trakte sind dreigeschoßig und weisen durch Dreiecksgiebel betonte Risaliten auf. Der nördliche Trakt ist zweigeschoßig und hat einen von einem geschwungenen Giebel abgeschlossenen Risaliten.
Im Hof 3 befinden sich das Institut für Osteuropäische Geschichte und das Institut für Slawistik.

#### Hof 4

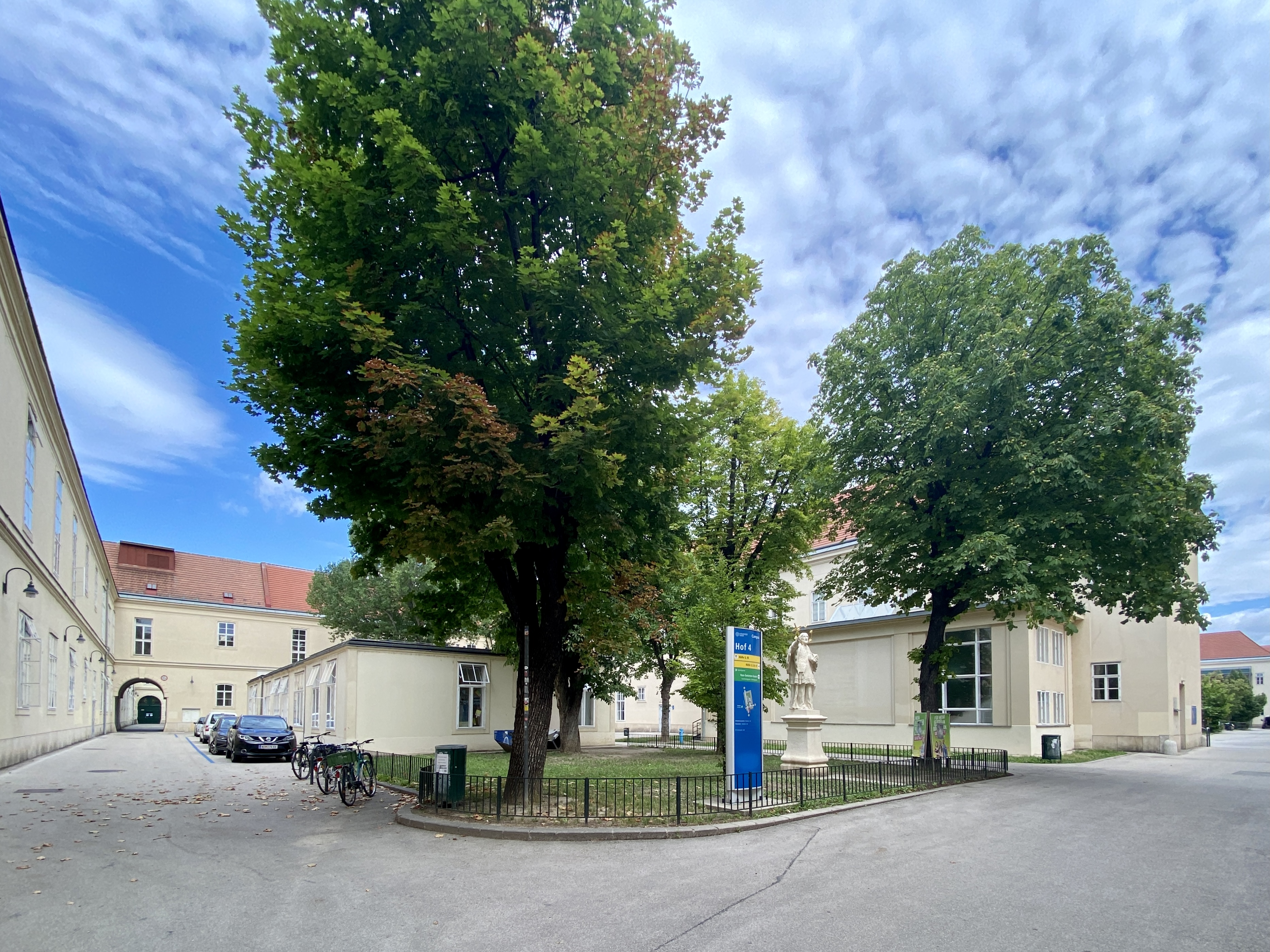
Hof 4

Westlich des Hofs 4 verläuft die Spitalgasse. Er grenzt im Norden an den Hof 5, im Osten an den Hof 2 und im Süden an den Hof 1. Ein alter Name des Hofs 4 ist Krankenhof. In der Hofmitte steht das Kindertagesheim des Vereins StudentInnenkinder. Es umfasst einen Kindergarten und einen Hort ist vor allem für die Kinder studierender Eltern vorgesehen. Die den Hof umschließenden Flügel sind zweigeschoßig. Das dreiteilige barocke Johannes-Tor zur Spitalgasse ist an der Außenseite durch Pilaster gegliedert.
Im Hof 4 hat das Institut für Orientalistik seinen Sitz. Die Fachbereichsbibliothek für Afrikawissenschaften und Orientalistik ist Teil der Universitätsbibliothek.

#### Hof 5

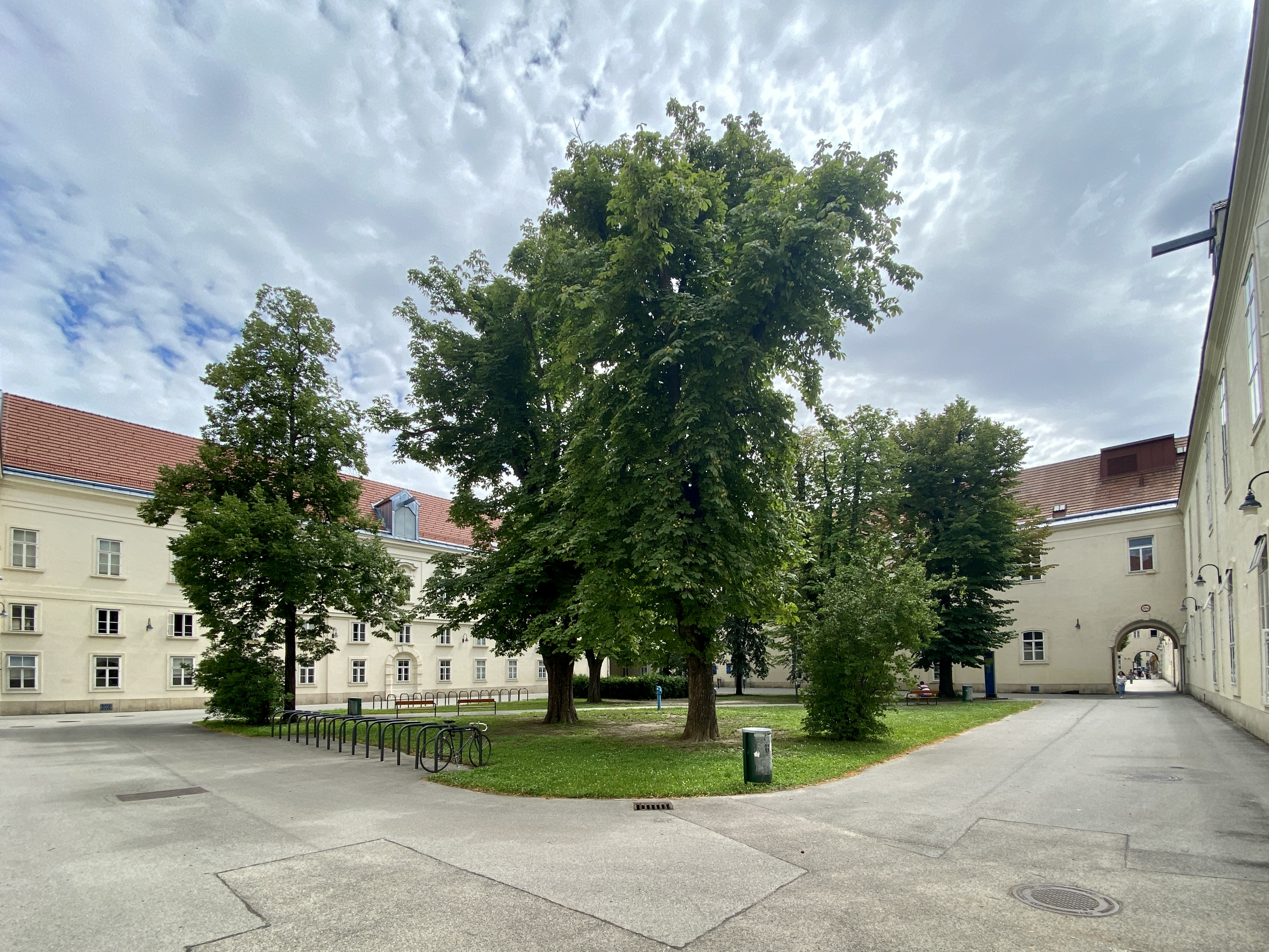
Hof 5

Der Hof 5 wird im Westen von der Spitalgasse begrenzt. Im Norden befindet sich der Hof 10, im Osten der Hof 3 und im Süden der Hof 4. Sein alter Name lautet Wirtschaftshof. Während der Westtrakt, der durch einen flachen Mittelrisaliten gekennzeichnet ist, zweigeschoßig ist, sind die anderen Trakte dreigeschoßig.
Im Hof 5 sind das Institut für Afrikawissenschaften und der Fachbereich Koreanologie des Instituts für Ostasienwissenschaften angesiedelt. Weitere Räume werden von der Fachbereichsbibliothek für Ostasienwissenschaften und der Fachbereichsbibliothek für Osteuropäische Geschichte und Slawistik der Universitätsbibliothek genutzt.

#### Hof 6

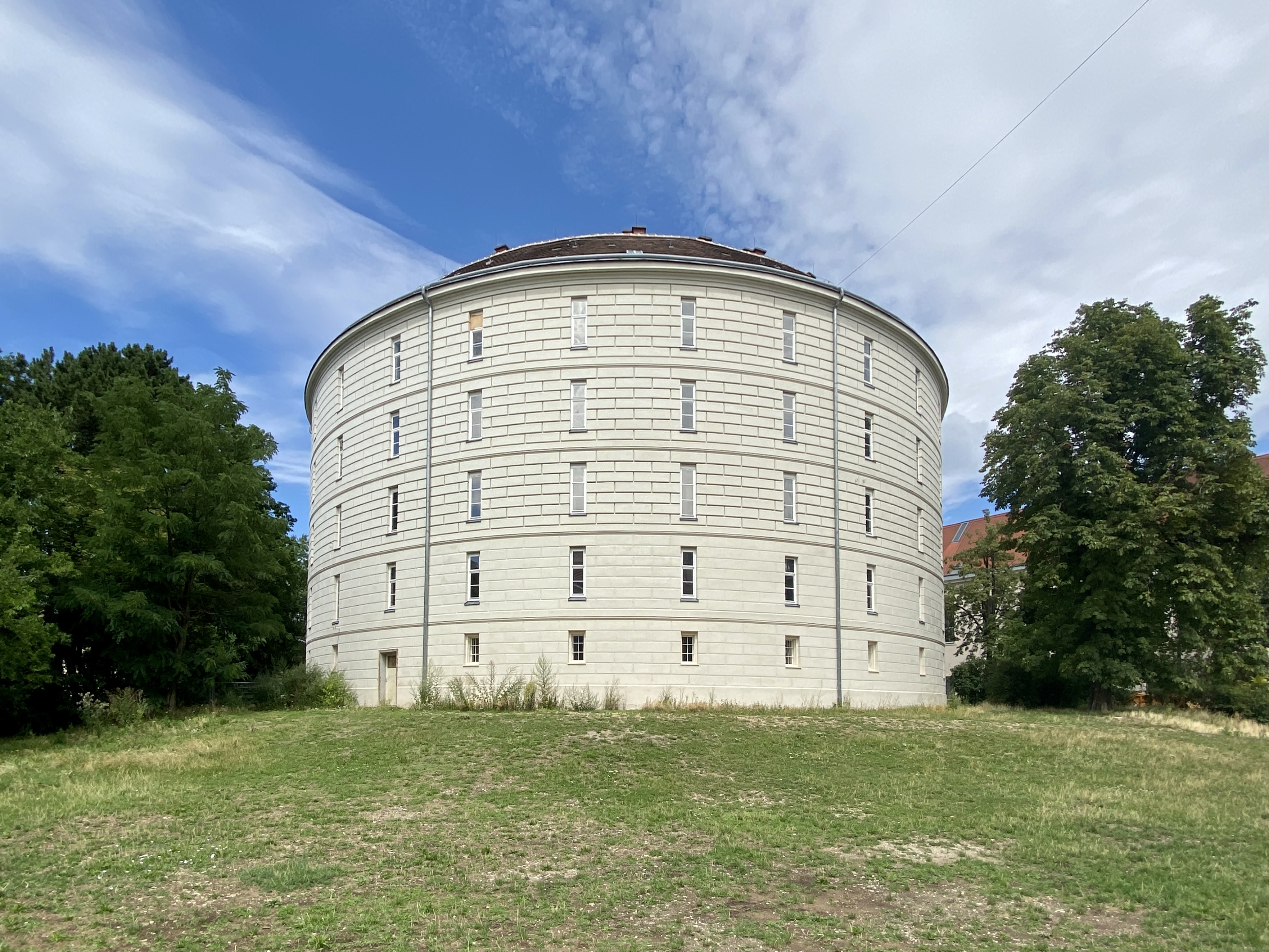
Narrenturm im Hof 6

Der Hof 6 liegt am nördlichen Rand des Campus-Areals. Die angrenzenden Höfe sind der Hof 3 im Süden und der Hof 10 im Westen. Nördlich des Hofs 6 befindet sich das Zentrum für Gerichtsmedizin, östlich die Universitätszahnklinik Wien und ein Nebengebäude der Oesterreichischen Nationalbank. Er wurde früher auch als Hausverwalterhof bezeichnet. Seine Flügel sind dreigeschoßig.
Der Rundbau des Narrenturms, in dem die pathologisch-anatomische Sammlung des Naturhistorischen Museums untergebracht ist, weist fünf Geschoße auf. Seine Fassade mit den schlitzförmigen Fenstern ist rustiziert. Im Inneren des festungsartigen Baus gibt es einen Mitteltrakt und 28 Räume.

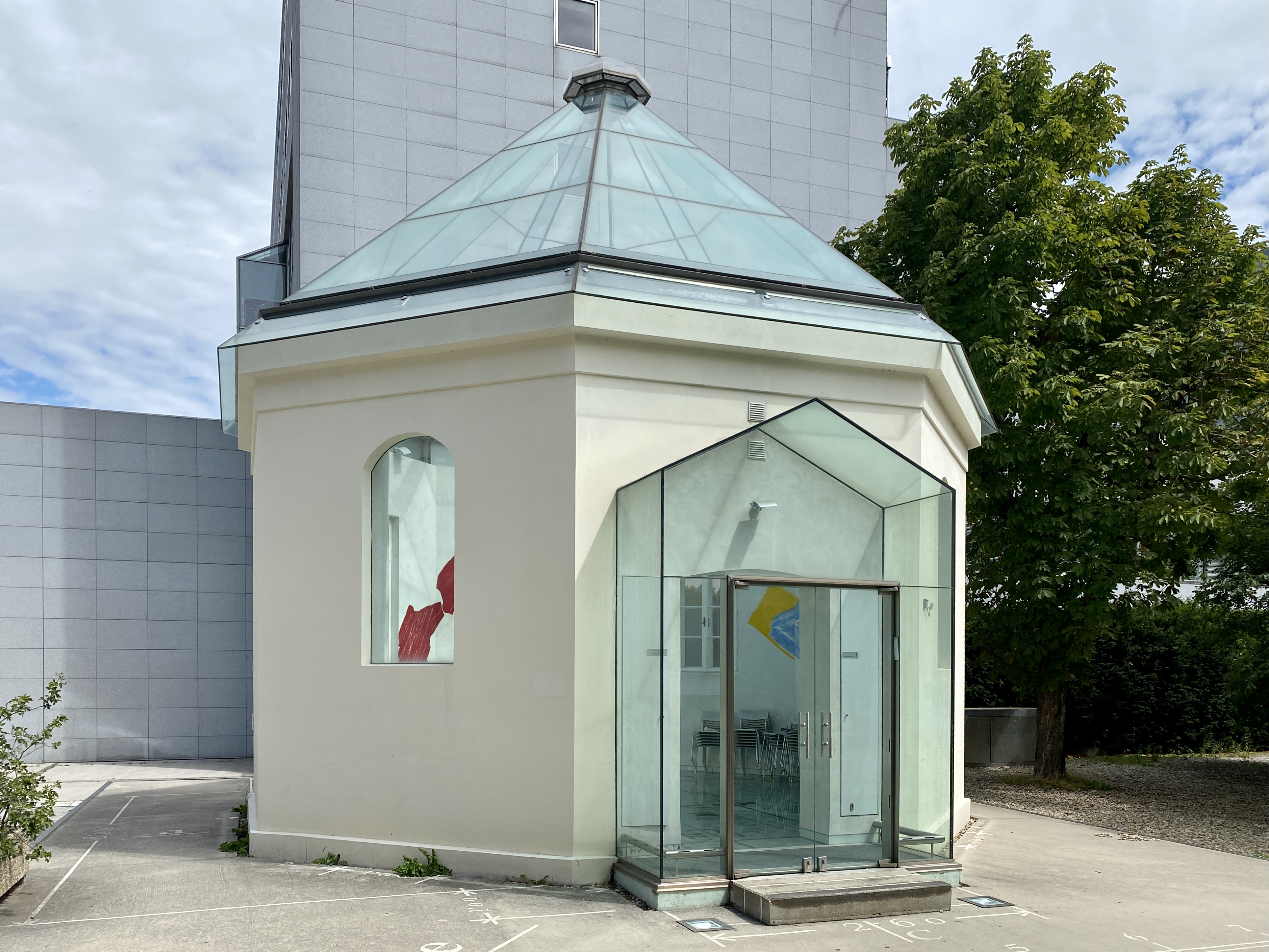
Gedenkort Marpe Lanefesch im Hof 6

Die Außenwände des Gedenkorts Marpe Lanefesch stammen von der ehemaligen Synagoge. An deren Innenseite sind zerrissene Ausschnitte aus der Tora als farbige Wandmalereien angebracht. Der Fußboden besteht aus drei übereinander liegenden transparenten Glasschichten, die mit Dokumenten bedruckt sind. Die unterste Schicht zeigt den Bauplan des Synagogenarchitekten Max Fleischer, die mittlere Schicht ein Gestapo-Schreiben zu den Novemberpogromen 1938 mit durchgestrichenen Wiener Synagogen und die oberste Schicht eine Planzeichnung der Transformatorenstation, als die der Bau zwischenzeitlich gedient hatte.

#### Hof 7

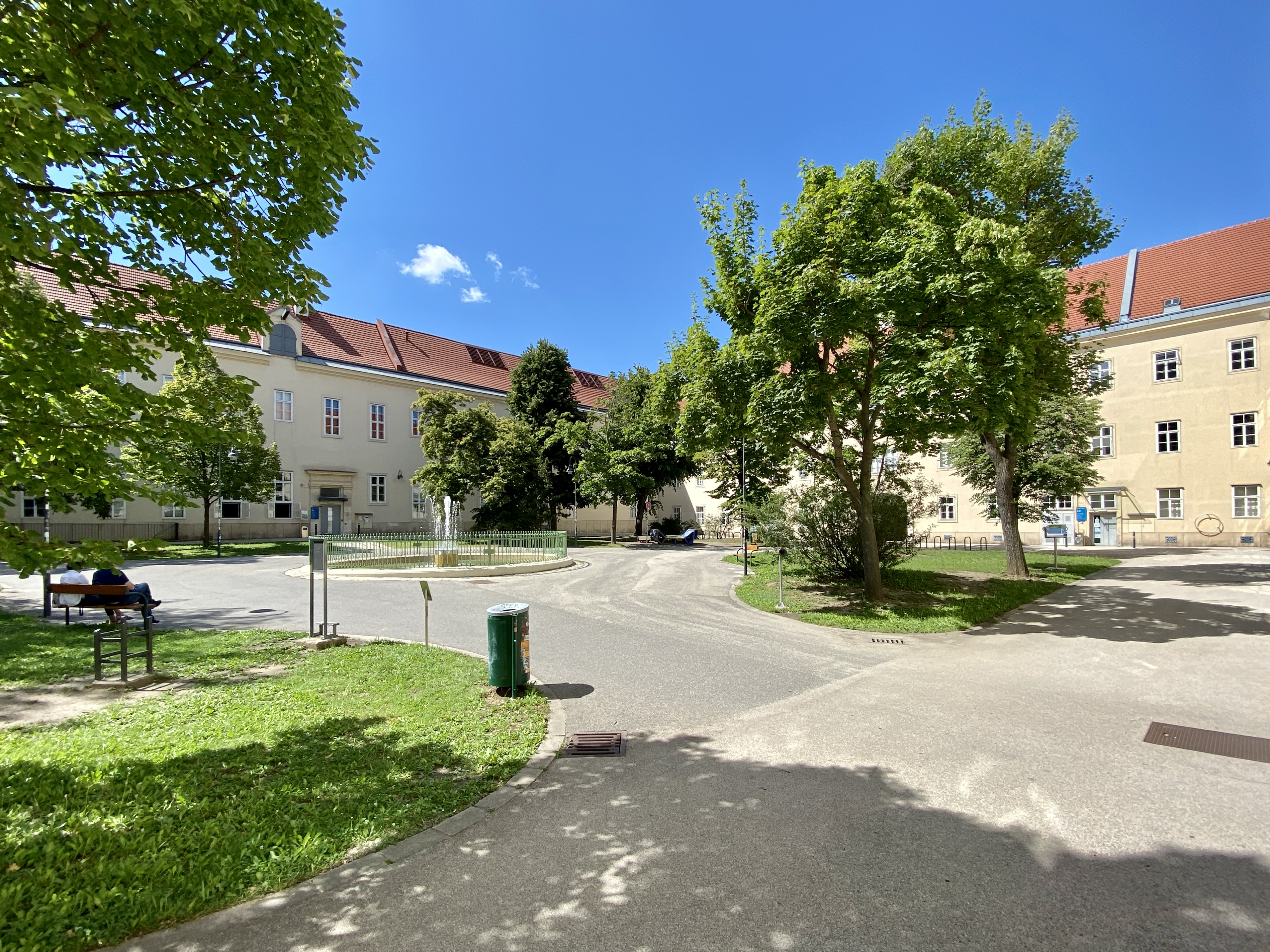
Hof 7

An den Hof 7 schließt im Südwesten der Hof 1 an, im Westen der Hof 2, im Norden der Hof 6, im Osten der Hof 8 und im Südosten der Otto-Wagner-Platz mit dem Hauptgebäude der Oesterreichischen Nationalbank. Der Hof 7 hieß ursprünglich Handwerkerhof, später auch Gebärhof. Seine vier Trakte sind zwei- bis dreigeschoßig.
Der Seminarraum 3 bietet mit Standardbestuhlung Platz für 40 Personen. Die Klassenräume des Zentralen Informatikdienstes der Universität sind für computergestützte Lehrveranstaltungen eingerichtet. Im Hof 7 haben das Institut für Judaistik und die Abteilung Finno-Ugristik des Instituts für Europäische und Vergleichende Sprach- und Literaturwissenschaft ihren Sitz. Die Universitätsbibliothek betreibt die Fachbereichsbibliothek für Judaistik und die Fachbereichsbibliothek für Finno-Ugristik.

#### Hof 8

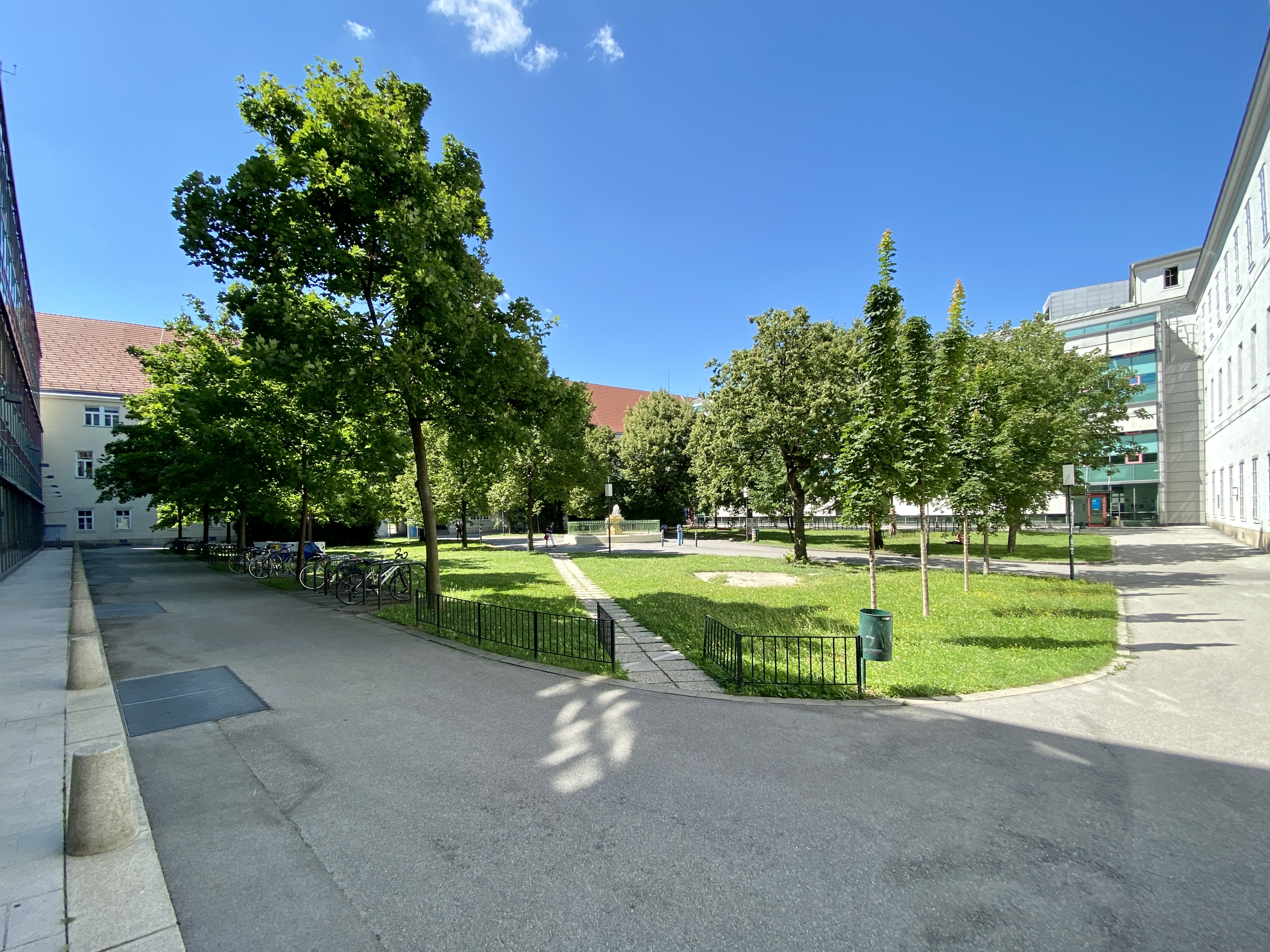
Hof 8

Der Hof 8 befindet sich zwischen der Hauptanstalt der Oesterreichischen Nationalbank im Süden und deren Nebengebäude im Norden. Im Westen wird er vom Hof 7 und im Osten vom Hof 9 begrenzt. Die alte Bezeichnung des Hofs 8 lautet Holzhof. Die umschließenden Gebäudetrakte sind zwei- bis dreigeschoßig.
Hier sind das Institut für Anglistik und Amerikanistik und das Institut für Romanistik angesiedelt. Analog dazu sind die Fachbereichsbibliothek für Anglistik und Amerikanistik und die Fachbereichsbibliothek für Romanistik der Universitätsbibliothek im Hof 8 beheimatet.

#### Hof 9

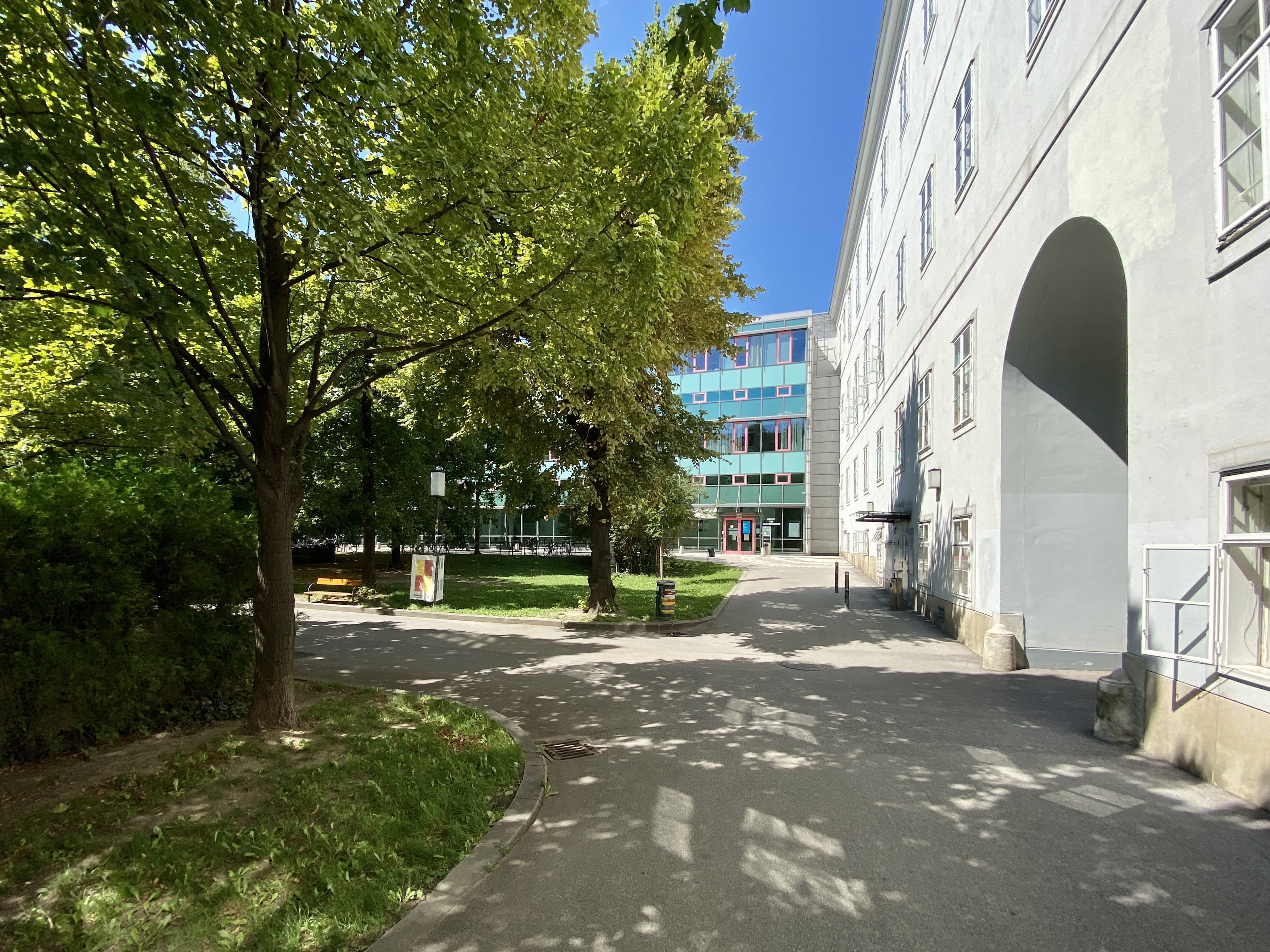
Hof 9

Der Hof 9 bildet den östlichen Abschluss des Campus-Geländes. Nördlich steht das Nebengebäude der Oesterreichischen Nationalbank. Östlich verläuft die Garnisongasse und südlich die Rotenhausgasse. Im Westen schließt der Hof 8 an. Die Verbauung ist drei- bis viergeschoßig.
Im Hof 9 haben das Institut für Kunstgeschichte und das Institut für Musikwissenschaft ihren Sitz. Die Fachbereichsbibliothek für Kunstgeschichte und die Fachbereichsbibliothek für Musikwissenschaft sind Standorte der Universitätsbibliothek der Universität Wien.

#### Hof 10

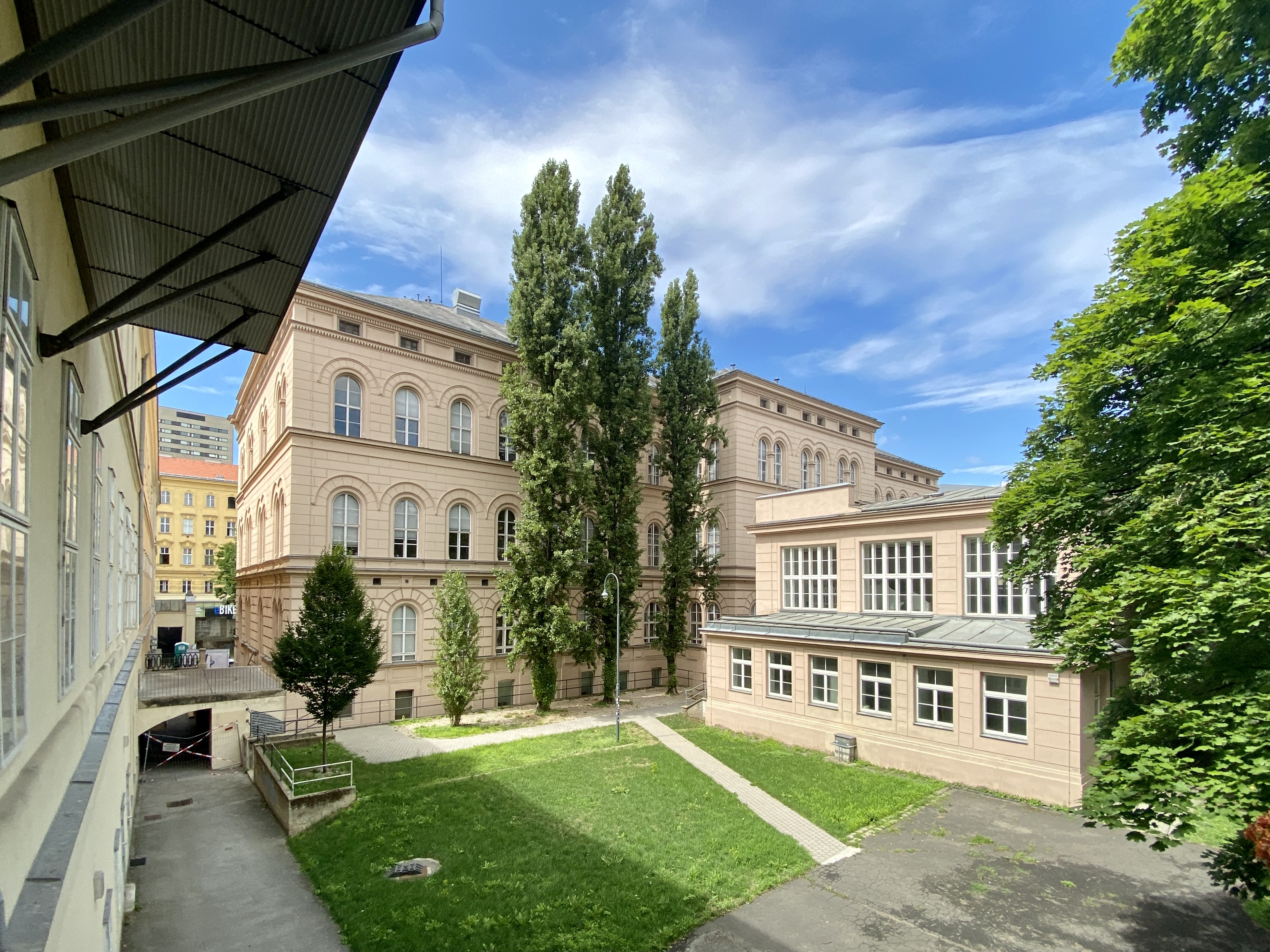
Rückseite des Pathologischen Instituts im Hof 10

Der Hof 10 liegt im Nordwesten des Campus an der Spitalgasse. Er grenzt an den Hof 5 im Süden und an den Hof 6 im Osten. Nördlich des Hofs 10 befindet sich das Zentrum für Gerichtsmedizin. Sein alter Name lautet Strohhof.
Im Hof steht das Gebäude des früheren Pathologischen Instituts. Es handelt sich um ein wichtiges Bauwerk des Rundbogenstils, der in Wien wenig vertreten ist. An seiner genuteten Putzfassade zur Spitalgasse gibt stark vorspringende Seitenrisaliten und einen flachen Mittelrisaliten. Dahinter ist ein großes dreiläufiges Stiegenhaus eingebaut. Das Gebäude beherbergt das Zentrum für Hirnforschung der Medizinischen Universität Wien, die 2004 als eigenständige Universität aus der Universität Wien ausgegliedert wurde. Die Universität Wien betreibt den 309 m² großen Hörsaal D, der im rückwärtigen Trakt des Pathologischen Instituts untergebracht ist und mit seinen aufsteigenden Sitzplätzen bis zu 250 Personen Platz bietet. Außerdem befindet sich hier ein Erste-Hilfe-Raum.

### Tore der Erinnerung

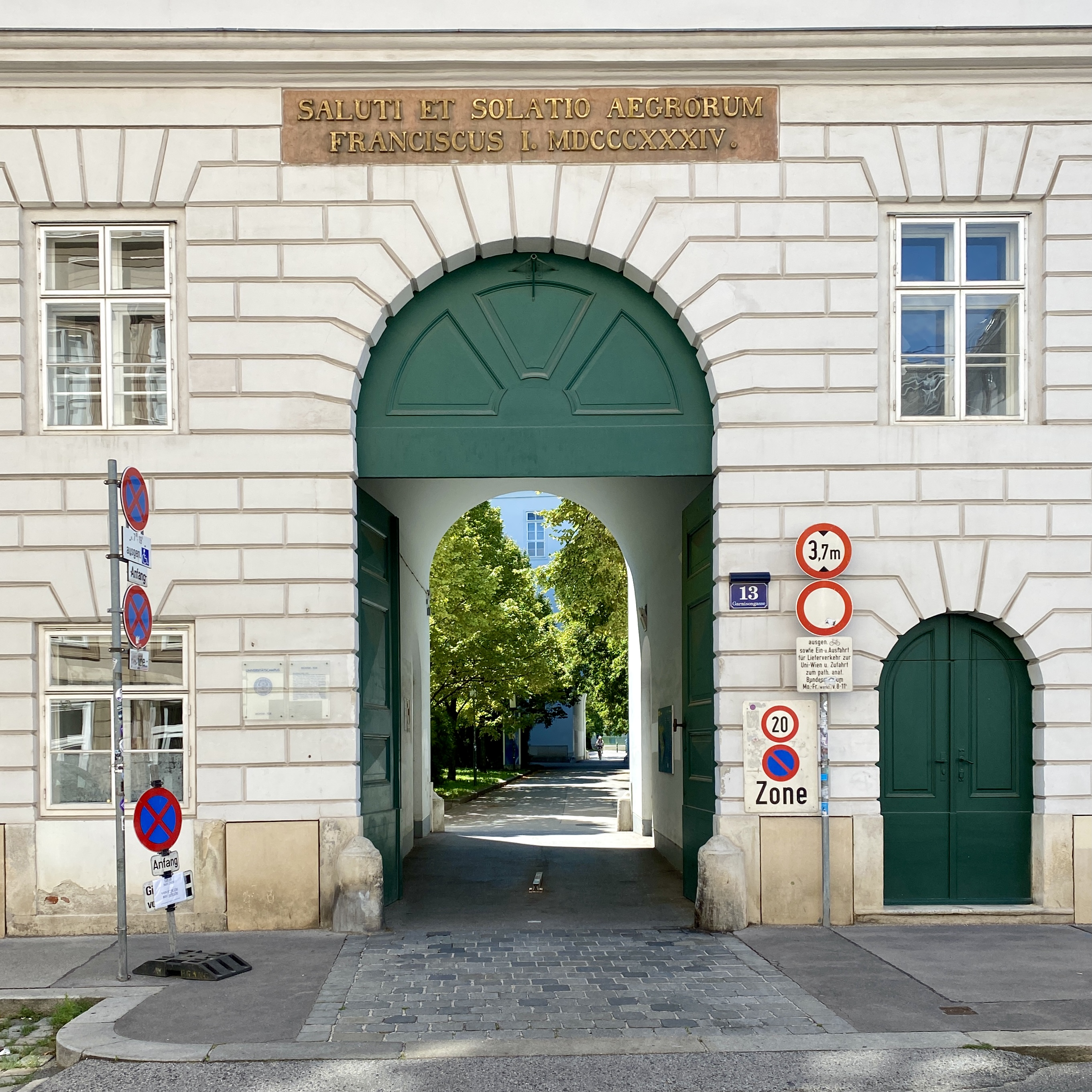
Richter-Tor an der Garnisongasse, mit Widmungsinschrift Saluti et solatio aegrorum

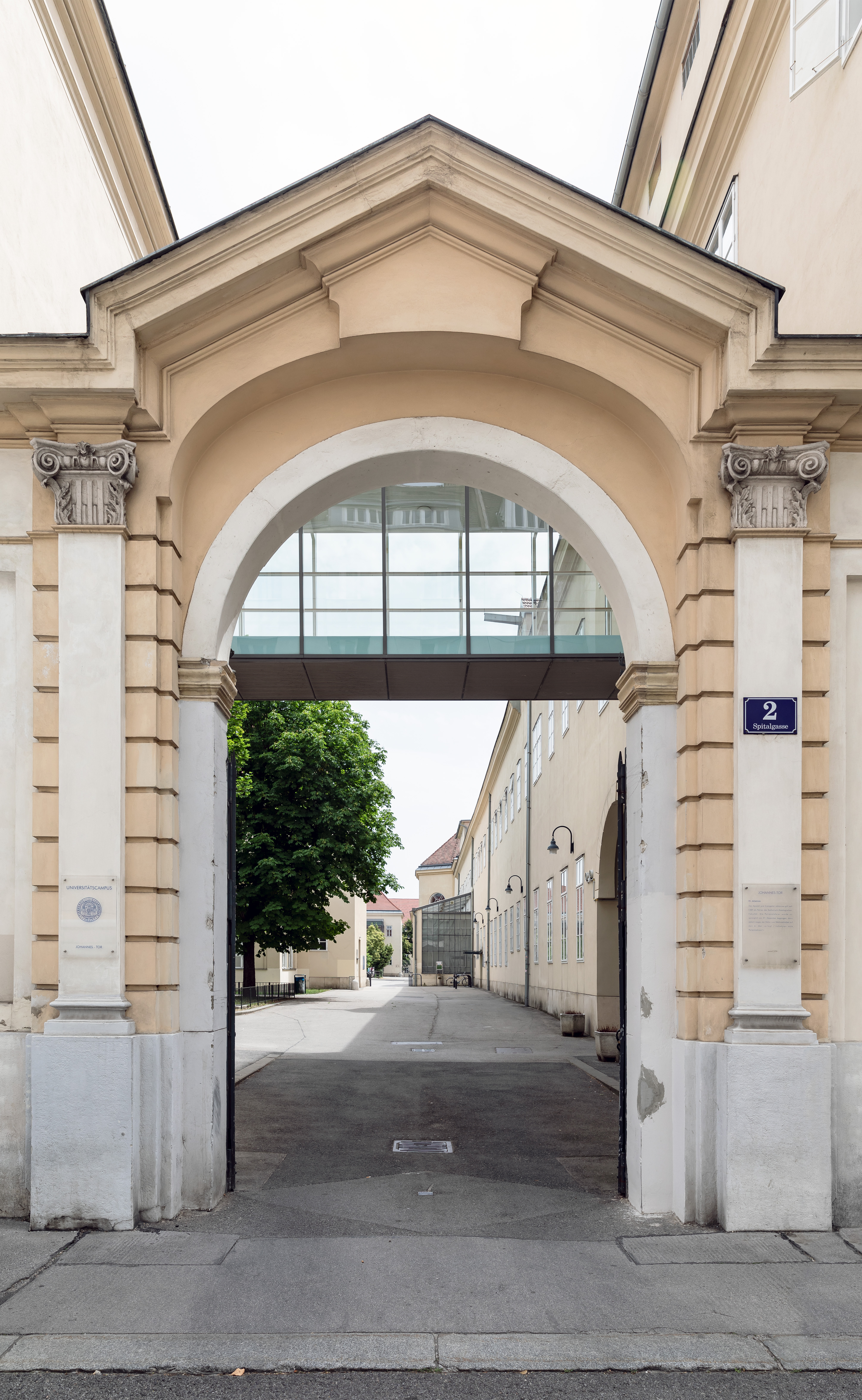
Johannes-Tor an der Spitalgasse

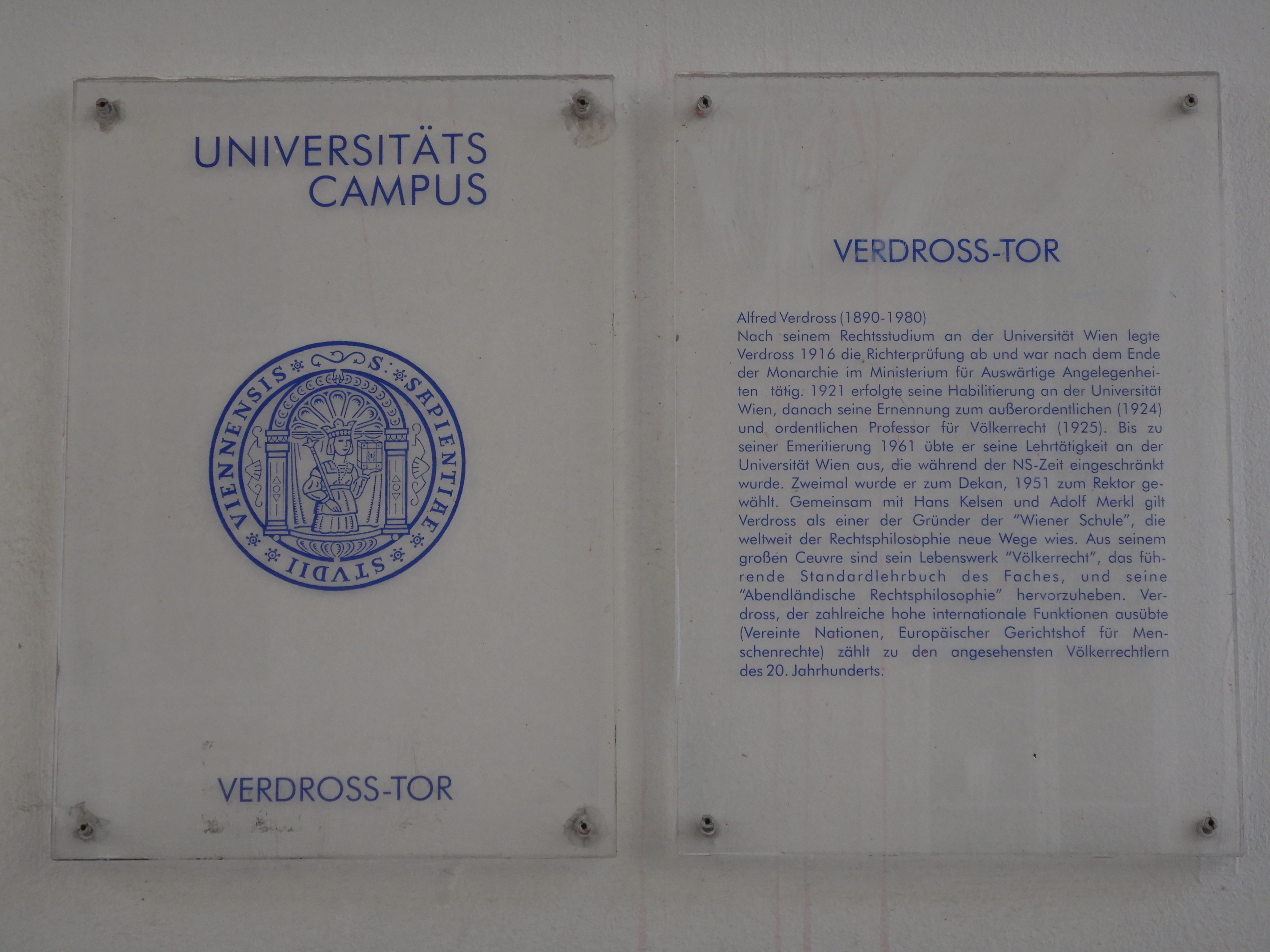
Erklärtafeln am Verdross-Tor

Die Tore der Erinnerung sind 24 benannte Eingangs- und Durchgangstore auf dem Campus-Gelände. Die Namensgebung erfolgte anlässlich der Eröffnung des Areals im Jahr 1998. Dabei wurde der überwiegende Teil der Tore nach bedeutenden Persönlichkeiten aus der Wiener Wissenschaftsgeschichte benannt. Frauen und in der Zeit des Nationalsozialismus Vertriebene wurden besonders berücksichtigt. Mehrere Tore ehren zwei Personen, oft solche mit demselben Nachnamen.
| Name                         | verbindet                 | benannt nach                                                                                              |
| ---------------------------- | ------------------------- | --- |
| Beth-Tor                     | Spitalgasse – Hof 1       | Karl Beth (1872–1959), Theologe                                                                           |
| Bolla-Kotek-Tor              | Rotenhausgasse – Hof 8    | Sibylle Bolla-Kotek (1913–1969), Rechtshistorikerin                                                       |
| Browne-Tor                   | Hof 3 – Hof 6             | Martha Steffy Browne (1898–1990), Wirtschaftswissenschaftlerin                                            |
| Bühler-Tor                   | Spitalgasse – Hof 1       | Charlotte Bühler (1893–1974), Entwicklungspsychologin Karl Bühler (1879–1963), Denk- und Sprachpsychologe |
| Celtis-Tor                   | Hof 4 – Hof 5             | Conrad Celtis (1459–1508), Humanist                                                                       |
| Freud-Tor                    | Spitalgasse – Hof 1       | Anna Freud (1895–1982), Psychoanalytikerin Sigmund Freud (1856–1939), Begründer der Psychoanalyse         |
| Hell-Tor                     | Hof 2 – Hof 7             | Maximilian Hell (1720–1792), Astronom                                                                     |
| Holzknecht-Tor               | Rotenhausgasse – Hof 7    | Guido Holzknecht (1872–1931), Röntgenologe                                                                |
| Jahoda-Tor                   | Hof 1 – Hof 2             | Marie Jahoda (1907–2001), Sozialpsychologin                                                               |
| Johannes-Tor                 | Spitalgasse – Hof 4       | Johannes, Apostel und Evangelist                                                                          |
| Karlik-Tor                   | Otto-Wagner-Platz – Hof 1 | Berta Karlik (1904–1990), Physikerin                                                                      |
| Lesky-Tor                    | Hof 3 – Hof 13            | Albin Lesky (1896–1981), Klassischer Philologe Erna Lesky (1911–1986), Medizinhistorikerin                |
| Menger-Tor                   | Hof 1 – Hof 4             | Carl Menger (1840–1921), Ökonom Karl Menger (1902–1985), Mathematiker                                     |
| Peuerbach-Tor                | Hof 6 – Hof 7             | Georg von Peuerbach (1423–1461), Astronom                                                                 |
| Piccolomini-Tor              | Hof 7 – Hof 8             | Enea Silvio Piccolomini (1405–1464), Papst                                                                |
| Pfleger-Ehrmann-Tor          | Hof 2 – Hof 4             | Gertraut Ehrmann (1915–1997), Dermatologin Victoria Lilly Pfleger-Schwarz (1909–1992), Dermatologin       |
| Richter-Tor                  | Garnisongasse – Hof 9     | Elise Richter (1865–1943), Romanistin                                                                     |
| Seligmann-Tor                | Hof 2 – Hof 3             | Romeo Seligmann (1808–1892), Medizinhistoriker                                                            |
| Sonnenfels-Tor (Haupttor)    | Alser Straße – Hof 1      | Joseph von Sonnenfels (1732–1817), Aufklärer                                                              |
| Sorbait-Tor                  | Hof 5 – Hof 10            | Paul de Sorbait (1624–1691), Mediziner                                                                    |
| Suess-Tor                    | Hof 1 – Hof 7             | Eduard Suess (1831–1914), Geologe                                                                         |
| Tor der heimlich Schwangeren | Otto-Wagner-Platz – Hof 7 | ledig gebärende Frauen, die ihre Neugeborenen im Findelhaus des Krankenhauses zurücklassen konnten        |
| Verdross-Tor                 | Hof 3 – Hof 5             | Alfred Verdross (1890–1980), Völkerrechtler                                                               |
| Wagner-Rieger-Tor            | Hof 8 – Hof 9             | Renate Wagner-Rieger (1921–1980), Kunsthistorikerin                                                       |

Die obige Tabelle listet 17 Männer und 12 Frauen – die ledig gebärende Frauen, als nur eine Person gerechnet.

### Denkmäler und Skulpturen

#### Statuen und Büsten

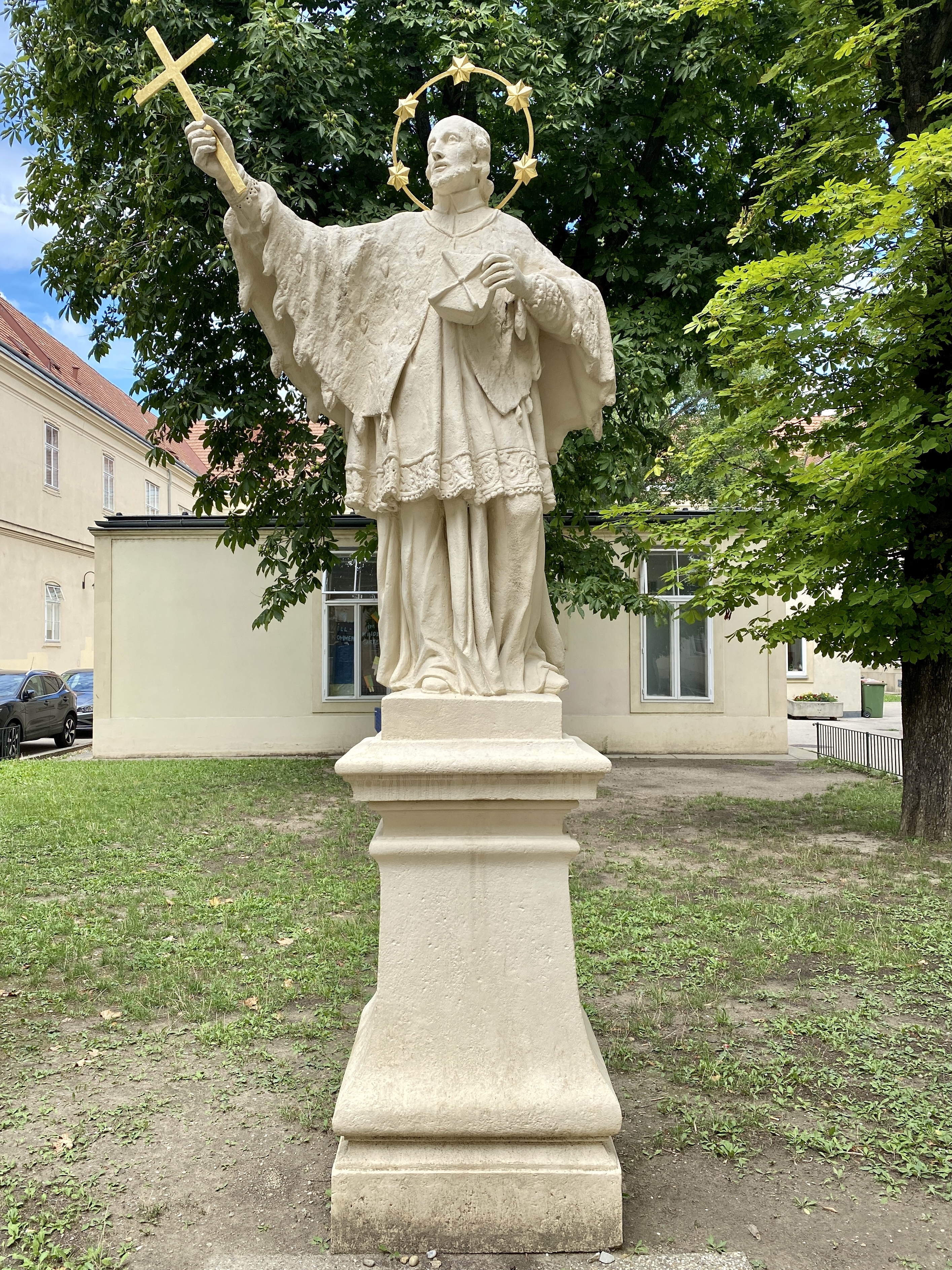
Johannes-Nepomuk-Statue

In einer Grünanlage im Hof 4 steht auf einem Sockel eine Johannes-Nepomuk-Statue aus Sandstein. Der Heilige Johannes Nepomuk hält ein Barett in der linken Hand und hat den rechten Arm erhoben. Auf dem profilierten Vierkantsockel war früher oben eine Laternenhalterung aus Metall angebracht. Das sakrale Kleindenkmal steht als Ganzes gesondert unter Denkmalschutz. Die Statue stammt aus der ersten Hälfte des 18. Jahrhunderts. Die barocke Figur des Brückenheiligen befand sich ursprünglich an einer Brücke über den Alserbach, der heute eingewölbt unterhalb der Lazarettgasse und Spitalgasse verläuft.

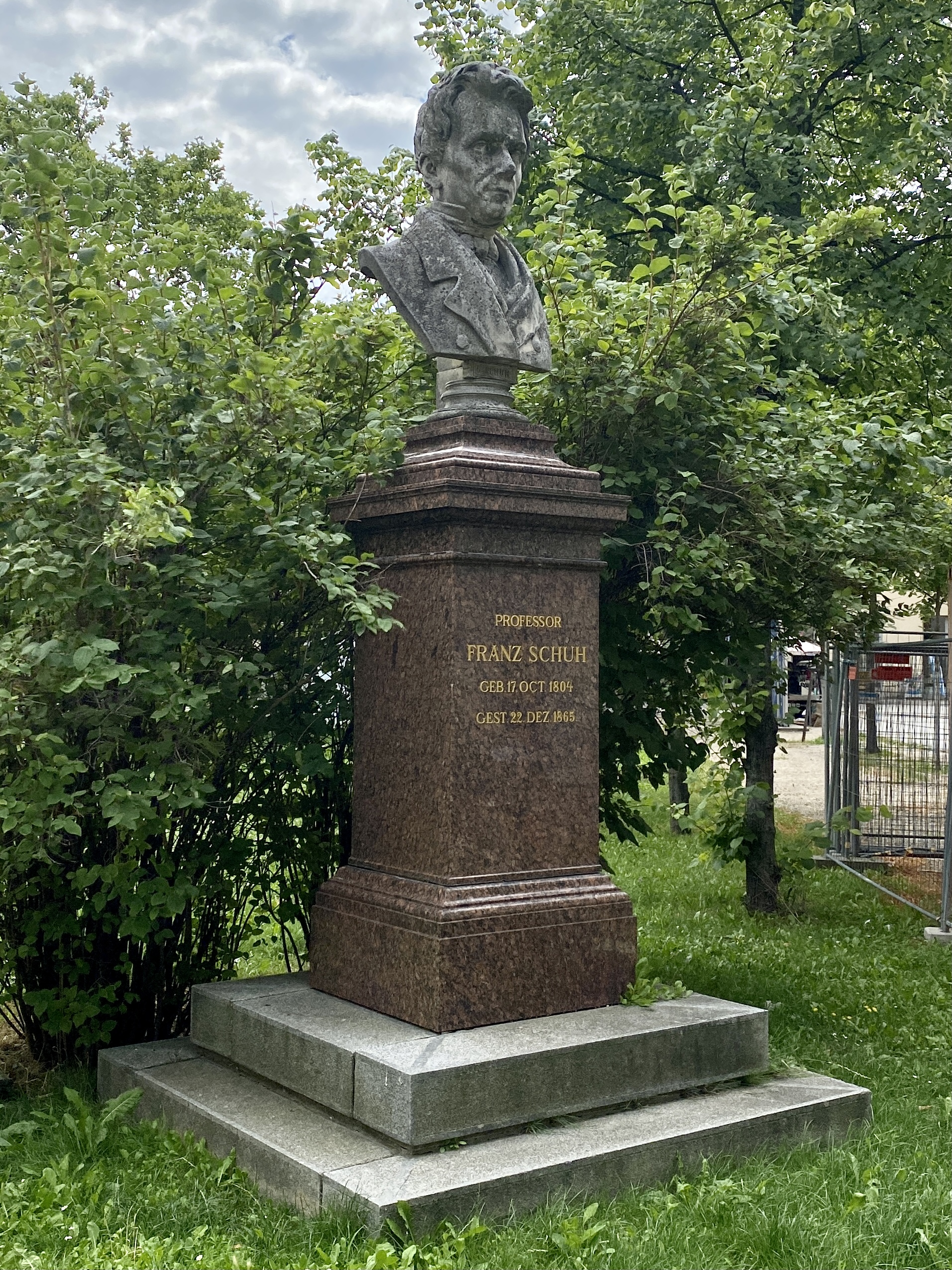
Franz-Schuh-Denkmal

Dem Chirurgen und Universitätsprofessor Franz Schuh (1804–1865) ist eine Porträtbüste in Hof 1 gewidmet. Die monumentale Büste steht auf einem hohen vierkantigen Sockel aus rötlichem Marmor, der sich oben zu einem zweistufigen Podest verjüngt. Sie ist eine Arbeit des Bildhauers Alexander Mailler aus dem Jahr 1875. Der Bildhauer Josef Beyer schuf 14 Jahre später eine ähnliche Büste von Franz Schuh für den Arkadenhof der Universität Wien.

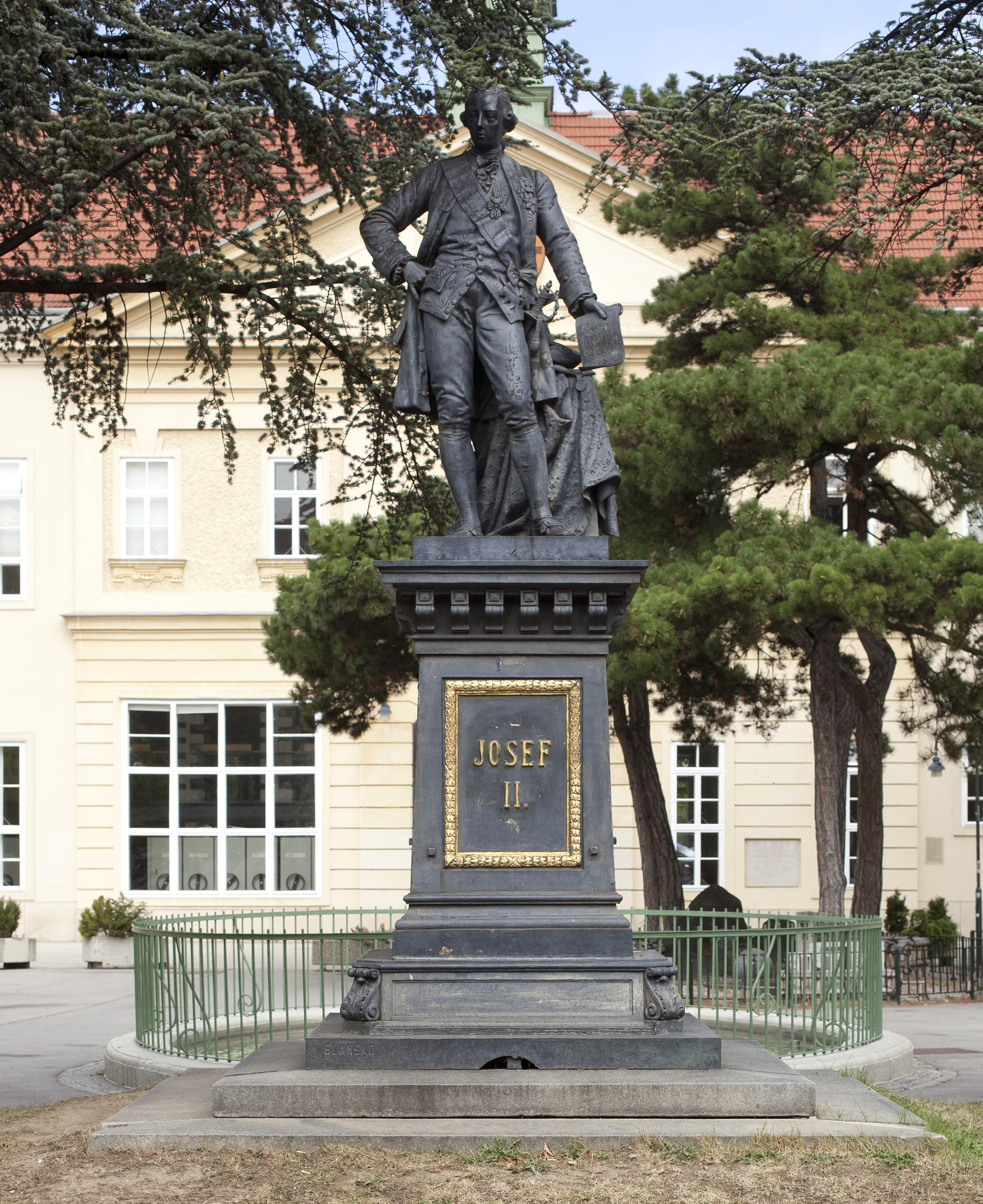
Kaiser-Joseph-II.-Denkmal

In der Mitte des Hofs 2 befindet sich ein Denkmal für Kaiser Joseph II. Es handelt sich um ein aus Gusseisen gefertigtes Standbild auf einem hohen Vierkantsockel. Der Kaiser stützt die rechte Hand auf die Hüfte und trägt in der linken Hand eine Schriftrolle, auf der Saluti et solatio aegrorum, der Widmungsspruch des Allgemeinen Krankenhauses, zu lesen ist. Das späthistoristische Denkmal ist ein Werk des Bildhauers Richard Kauffungen. Es wurde anlässlich des hundertjährigen Bestehens des Allgemeinen Krankenhauses im Jahr 1884 aufgestellt. Die Kosten übernahm der Arzt Kamillo Lederer. Das Denkmal ist kein Unikat. Kauffungen schuf vor 1880 ein Modell, von dem Salm’sche Erzgießerei in Blansko mehrere Abgüsse mit nur geringen Abwandlungen anfertigte. Die erste Ausgabe wurde – wahrscheinlich 1880 – für Warnsdorf produziert. Zu den weiteren Aufstellungsorten zählten Drösing, Groß-Siegharts, Poysdorf, Pressbaum und Ybbs.

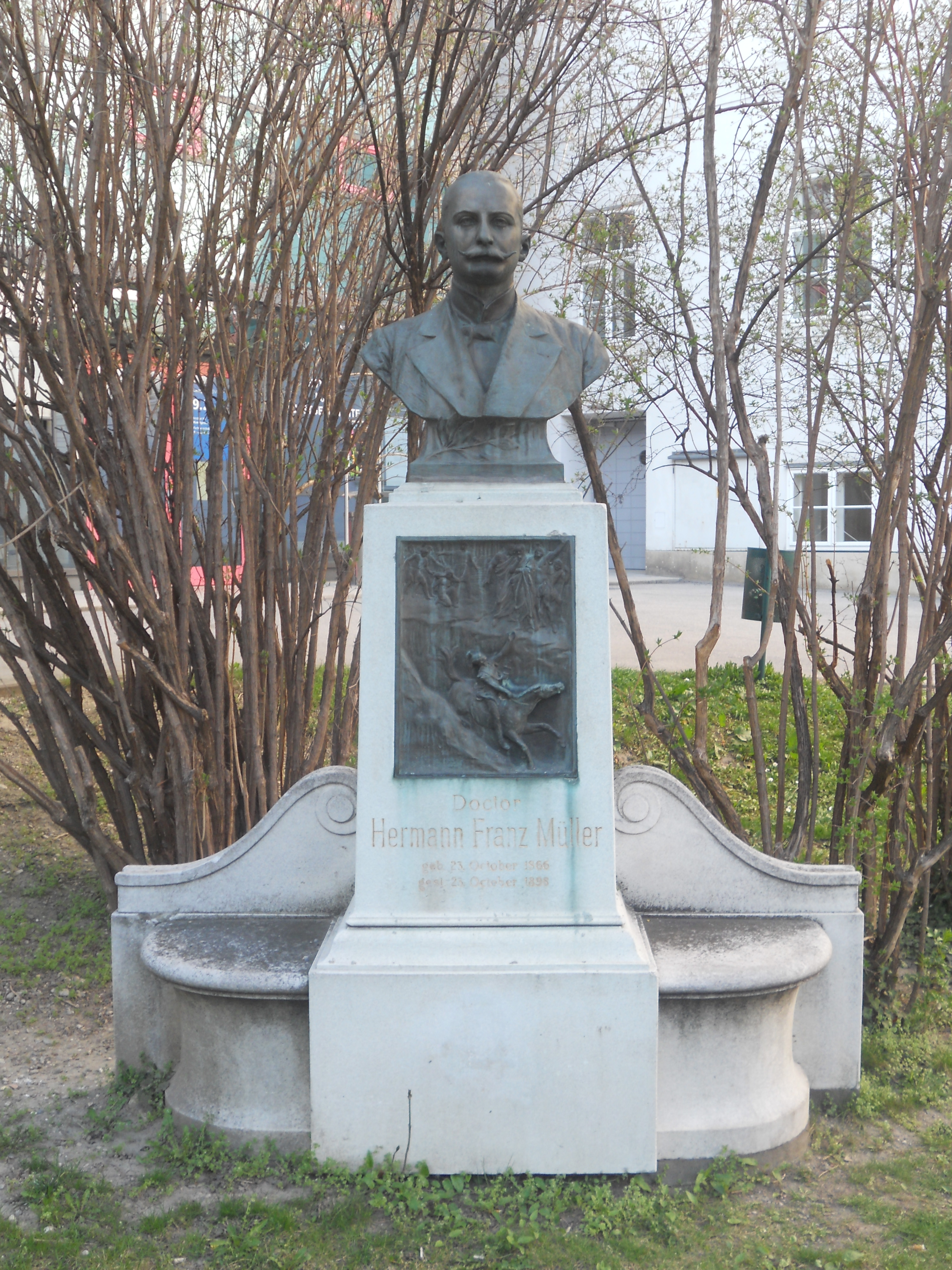
Hermann-Franz-Müller-Denkmal

Im Hof 9 gibt es ein Denkmal für den Arzt Hermann Franz Müller (1866–1898). Es steht in einer Grünanlage. Auf einem Vierkantsockel aus Stein ist vorne eine Reliefplatte aus Metall und oben eine Müller darstellende Porträtbüste aus Metall angebracht. Der Sockel setzt sich links und rechts in kleinen Bänken fort, deren Lehnen als Voluten geformt sind. Die Reliefplatte weist die Inschrift Marcus Curtius opfert sich selbst um seine Vaterstadt vor dem Verderben zu retten auf und zeigt den legendären römischen Soldaten Marcus Curtius, der sich mit seinem Pferd in einen Abgrund stürzt. Damit wird auf den Tod Hermann Franz Müllers Bezug genommen, der sich bei der Behandlung eines Pestpatienten in Wien selbst tödlich mit der Krankheit infizierte. Das von Richard Kauffungen gestaltete Denkmal wurde 1899 enthüllt.

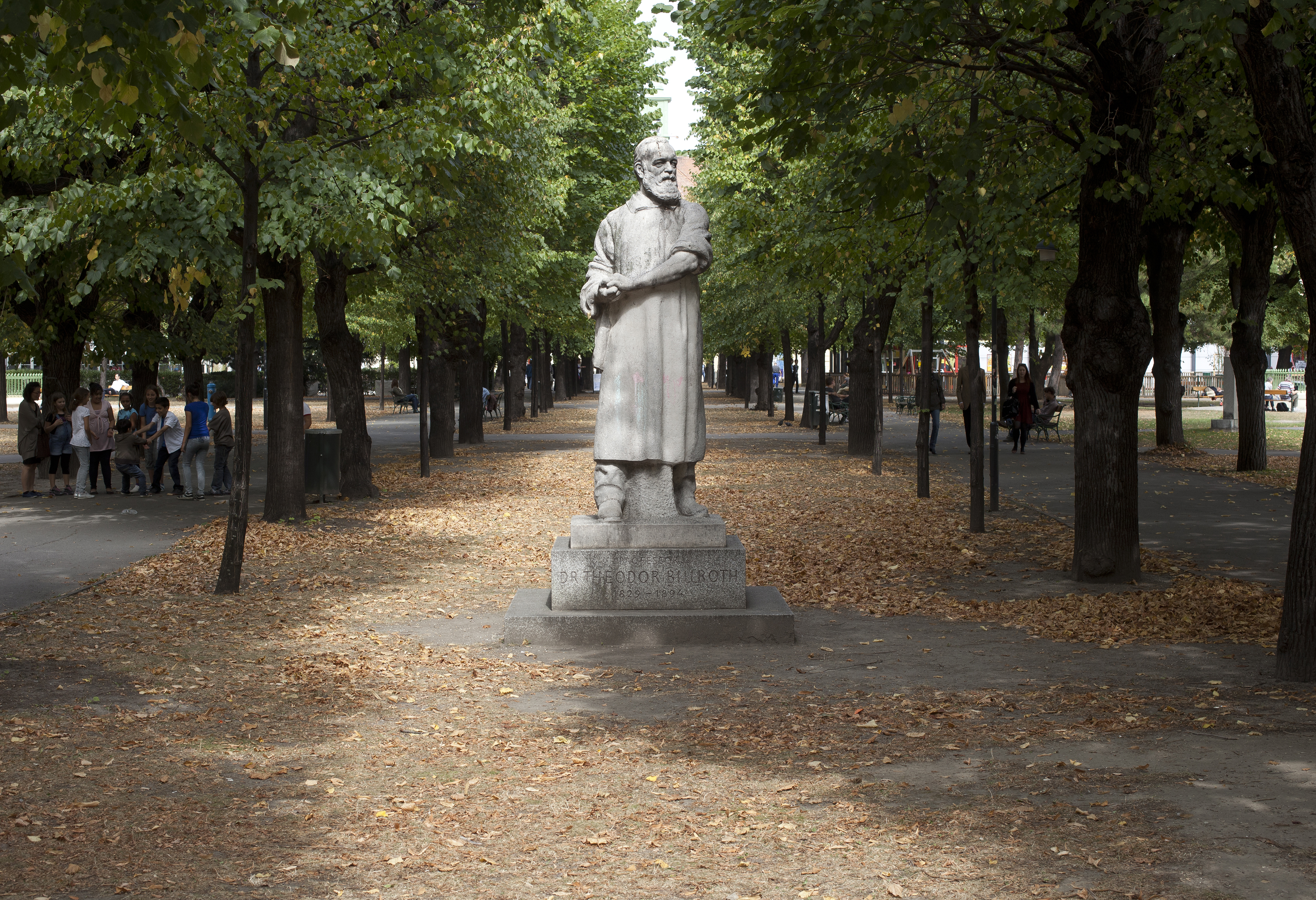
Theodor-Billroth-Denkmal

Das Theodor-Billroth-Denkmal ist ein auf einem Sockel stehendes Standbild im Hof 1. Der Wiener Chirurg Theodor Billroth (1829–1894) war im 19. Jahrhundert ein Apologet des Rassenantisemitismus. Sein aus der NS-Zeit stammendes Denkmal wurde anlässlich seines 50. Todesjahrs 1944 vom NSDAP-Mitglied Michael Drobil geschaffen. Zeittypisch zeigt die überlebensgroße Statue Billroth als „schaffenden deutschen Mann“ mit aufgekrempelten Ärmeln. In kriegsbedingter Ermangelung von Marmor konnte das Denkmal 1944 nur aus Gips angefertigt werden. Drobil durfte die provisorische Statue 1950 durch eine solche aus Marmor ersetzen. Das Theodor-Billroth-Denkmal steht gesondert unter Denkmalschutz.
Das Denkmal für den Arzt Johann Peter Frank (1745–1821) wurde im Hof 1 aufgestellt. Der Hygieniker Frank war Vorstand des Allgemeinen Krankenhaus gewesen. Das 1935 enthüllte Monument bestand ursprünglich aus einem Vierkantpfeiler mit einer von der Bildhauerin Cäcilie Danzer geschaffenen Bronzebüste. Die Büste Johann Peter Franks wurde 1995 gestohlen, sodass nur der Vierkantpfeiler übrig blieb.

#### Ärzte-Kriegerdenkmal

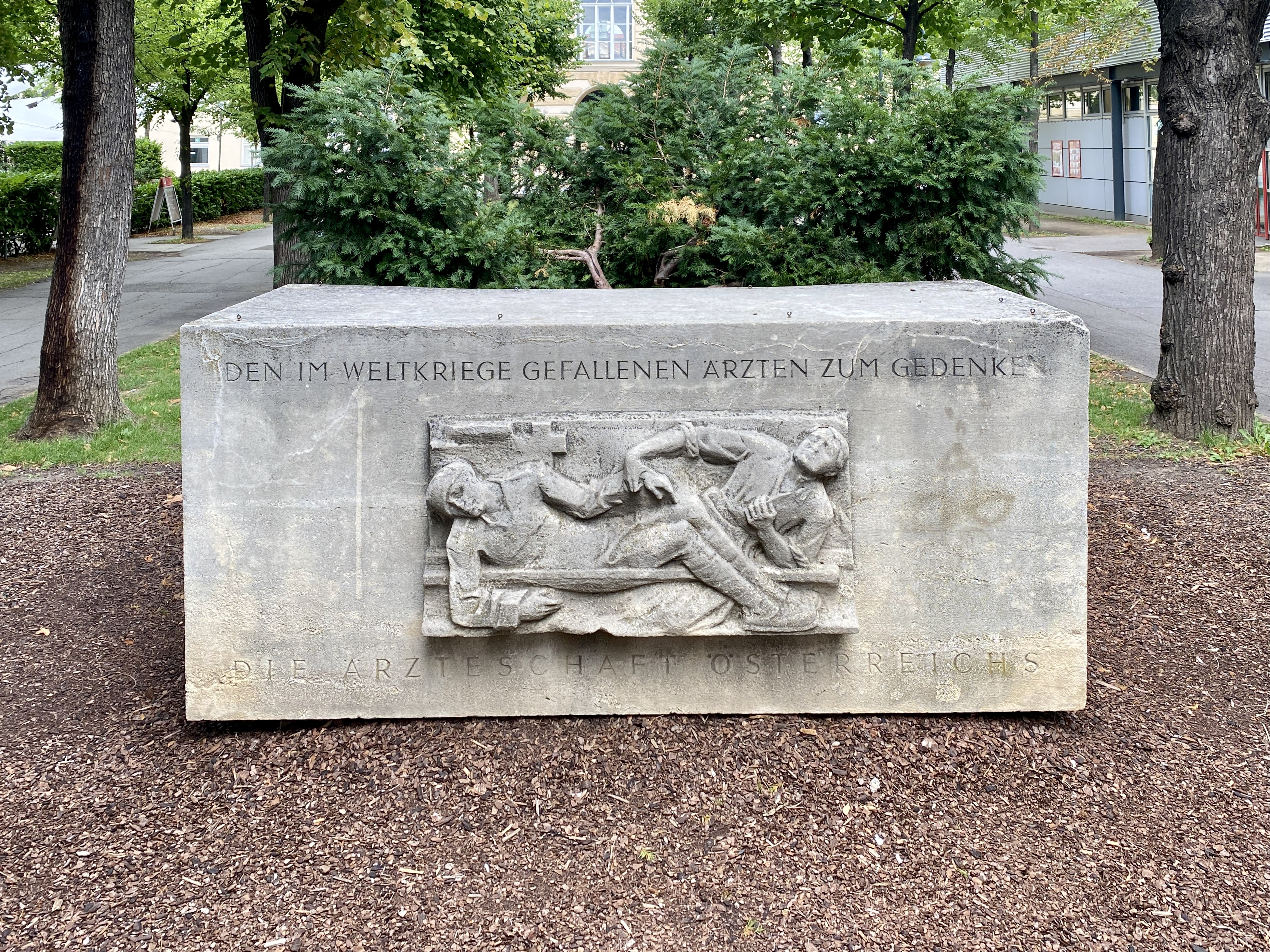
Ärzte-Kriegerdenkmal

Das Kriegerdenkmal der Ärzteschaft Österreich für Gefallene im Ersten Weltkrieg steht im Hof 1. Es hat die Form eines Katafalks. Auf der Vorderseite ist ein Relief angebracht, auf dem ein verwundeter Arzt einem verwundeten Soldaten den Puls fühlt und auf dem im Hintergrund ein Kreuz zu sehen ist.
Das Denkmal wurde 1937 in der Zeit des Austrofaschismus errichtet. Der Bildhauer Hans Andre setzte dabei einen Entwurf des Architekten Clemens Holzmeister um. Oberhalb des Reliefs ist die Widmung Den im Weltkriege gefallenen Ärzten zum Gedenken zu lesen, die an die über 200 im Ersten Weltkrieg gefallenen Ärzte der Gemeinsamen Armee erinnern soll. Die Krankenschwestern wurden nicht erwähnt, wie es beim Kriegerdenkmal im benachbarten ehemaligen Garnisonsspital der Fall war. Anders als in Österreich sonst üblich wurde am Ärzte-Kriegerdenkmal später keine Ergänzung für Gefallene des Zweiten Weltkriegs angebracht. Das Bundesheer legt hier jährlich um Allerheiligen einen Kranz zum Totengedenken nieder.

#### Denkmal des Kunsthistorischen Instituts

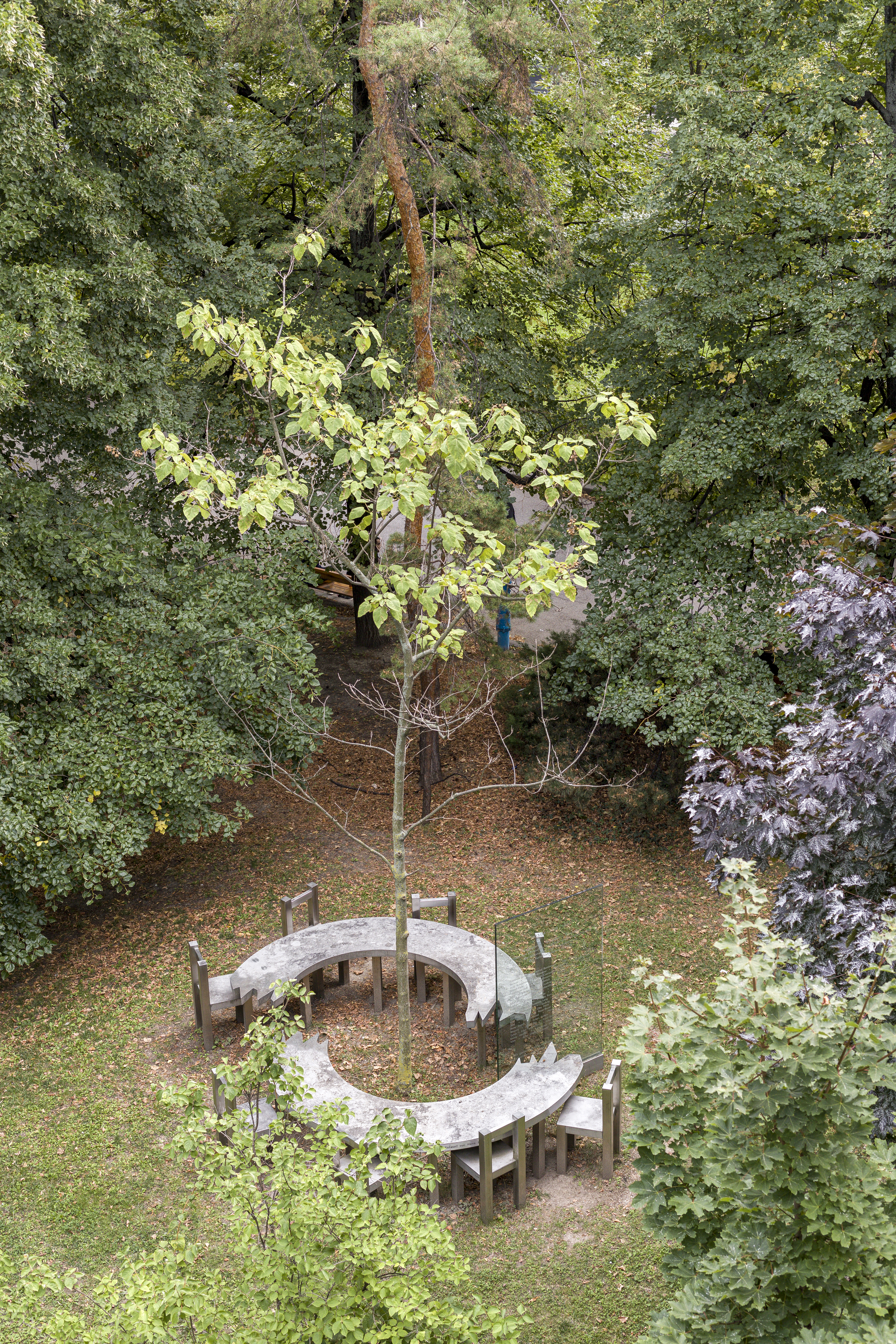
Denkmal des Kunsthistorischen Instituts

Das Denkmal für Ausgegrenzte, Emigrierte und Ermordete des Kunsthistorischen Instituts der Universität Wien wurde nach 4-jähriger Planungsphase 2008 vor dem Institut im Hof 9 errichtet. Es widmet sich Lehrenden und Studierenden, die dort zwischen 1933/1934 und 1945 ausgegrenzt, vertrieben und ermordet wurden. Im Kontext von Gedenkstätten für Opfer des Nationalsozialismus nimmt es eine besondere Rolle ein, insofern es den Zeitpunkt beginnender Ausgrenzung bereits 1934 mit dem Austrofaschismus ansetzt. Darüber hinaus ist es eines der letzten seiner Gattung, das von Zeitzeugen initiiert wurde. Nach einer Idee Wolfgang Georg Fischers wurde es von Hans Buchwald verwirklicht. Das Denkmal ist signiert und datiert. In ein Betonfundament eingelassen, bietet es sich ebenerdig und sockellos als begehbare Installation auf grüner Rasenfläche an.
Über die Gestalt einer dysfunktionalen Tischrunde aus ungeschliffenem Edelstahl wird nicht nur das gewaltsame Zerbrechen einer Gemeinschaft symbolisiert. Auch die nachhaltige Wirkung eines solchen Aktes wird vor Augen geführt. So ist der Tisch als auseinandergerissener Ring gestaltet. Die Mittelpunkte, auf die sich beide Halbkreise beziehen, sind versetzt. Beide Tischhälften lassen sich nicht mehr zusammenfügen. Unverrückbar sind auch die acht stählernen Stühle in einer Weise gruppiert, die eine Kommunikation unter Sitzenden erschweren oder verhindern würde. Manche Stühle sind so eng an den Tisch gestellt, dass sie kaum eingenommen werden können, andere wurden nach außen gerichtet. Das Material ist auf Dauer berechnet. Witterung und Nutzung haben auf den Oberflächen Spuren hinterlassen und dokumentieren die verstrichene Zeit. Zwischen den Bruchstellen an der westlichen Seite ragt eine gläserne Stele auf. In alphabetischer Reihenfolge sind Namen von 72 Betroffenen hineingeschrieben, darunter 25 Frauen. Gemessen an den unausgeglichenen Geschlechterverhältnissen im Umfeld der Universität zu dieser Zeit ist ein solcher Anteil als hoch einzuschätzen. Die Liste versteht sich als offene Liste: Gedacht werden soll auch jener, „deren Namen wir nicht kennen, sowie aller anderen verfolgten Angehörigen der Universität Wien“. In der Mitte erhebt sich ein Blauglockenbaum.
Folgende 72 Persönlichkeiten sind namentlich auf dem Denkmal genannt:
| - Frederick Antal (1888–1954) - Gertrud Bamberger (1904–1965) - Otto Benesch (1896–1964) - Rudolf Berliner (1886–1967) - Hermann Bessemer (1883–1943) - Josef Bodonyi (1908–?) - Wolfgang Born (1893–1949) - Ernst Heinrich Buschbeck (1889–1963) - Arnold Czempin (1887–1974) - Otto Demus (1902–1990) - Paul Eger (1881–1947) - Robert Eisler (1882–1949) - Benno Fleischmann (1906–1948) - Franziska Fried-Boxer (1904–?) - Otto Fröhlich (1872–1947) - Lili Frohlich-Bume (1886–1981) - Bruno Fürst (1896–1978) - Gustav Glück (1871–1952) | - Ludwig Goldscheider (1896–1973) - Ernst Gombrich (1909–2001) - Fritz Grossmann (1902–1984) - Franz Martin Haberditzl (1882–1944) - Erna Harth (1904–?) - Else Hofmann (1893–1960) - Felix Horb (1890–1958) - Otto Kallir (1894–1978) - Emil Kaufmann (1891–1953) - Marguerite Kaufmann (?–?) - Wilhelm Koehler (1884–1959) - Paul Koeser (1903–?) - Ernst Kris (1900–1957) - Betty Kurth (1878–1948) - Hilde Kurz (1910–1981) - Otto Kurz (1908–1975) - Gerhart B. Ladner (1905–1993) - Karolina Lanckorońska (1898–2002) | - Susanne Lang (1907–1995) - Gertrude Langer (1908–1984) - Ilse Meiler (1918–?) - Elise Lotte Morgen (1912–2008) - Ludwig Münz (1889–1957) - Friederike Nobl-Stern (1906–1983) - Doris Oppenheim (1919–?) - Otto Pächt (1902–1988) - Adolf K. Placzek (1913–2000) - Ernst Polaczek (1870–1939) - Lizzy Rapp-Bauer (1915–2006) - Kurt Rathe (1886–1952) - Felix Reichmann (1899–1987) - Fritz Saxl (1890–1948) - Otto Schneid (1900–1974) - Heinrich Schwarz (1894–1974) - Kurt L. Schwarz (1909–1983) - Berta Segall (1902–1976) | - Antoine Seilern und Aspang (1901–1978) - Hedwig Spiegel (1903–1985) - Melanie Stiassny (1876–1960) - Alfred Stix (1882–1957) - Ernst Strauss (1915–?) - Wilhelm Suida (1877–1959) - Hans Tietze (1880–1954) - Erica Tietze-Conrat (1883–1958) - Charles de Tolnay (1899–1981) - Arpad Weixlgärtner (1872–1961) - Emmy Wellesz (1889–1987) - Johannes Wilde (1891–1970) - Julia Wilde (1895–1970) - Karl With (1891–1980) - Alma Wittlin (1899–1992) - Alice Wolfe (1905–1983) - Hilde Zaloscer (1903–1999) - Otto Zoff (1890–1963) |

#### Four Lines Oblique II
Die kinetische Skulptur Four Lines Oblique II befindet sich neben dem Hörsaalzentrum im Hof 2 und ist ein Werk des US-amerikanischen Bildhauers George Rickey aus 1969/1970. Es handelt sich um ein Mobile aus Stahl.
Der 1938 aus Wien vertriebene Chemiker Carl Djerassi, der die erste Antibabypille entwickelt hatte, schenkte die Skulptur 2003 der American Austrian Foundation. Als Aufstellungsort war die Augustinerbastei vorgesehen, die sich jedoch aufgrund zu starker Winde als ungünstig erwies. Die Suche nach einem neuen Ort gestaltete sich bürokratisch und langwierig. Erst 2012 wurde Four Lines Oblique II dauerhaft im Campus der Universität Wien aufgestellt.

#### Japanischer Steingarten

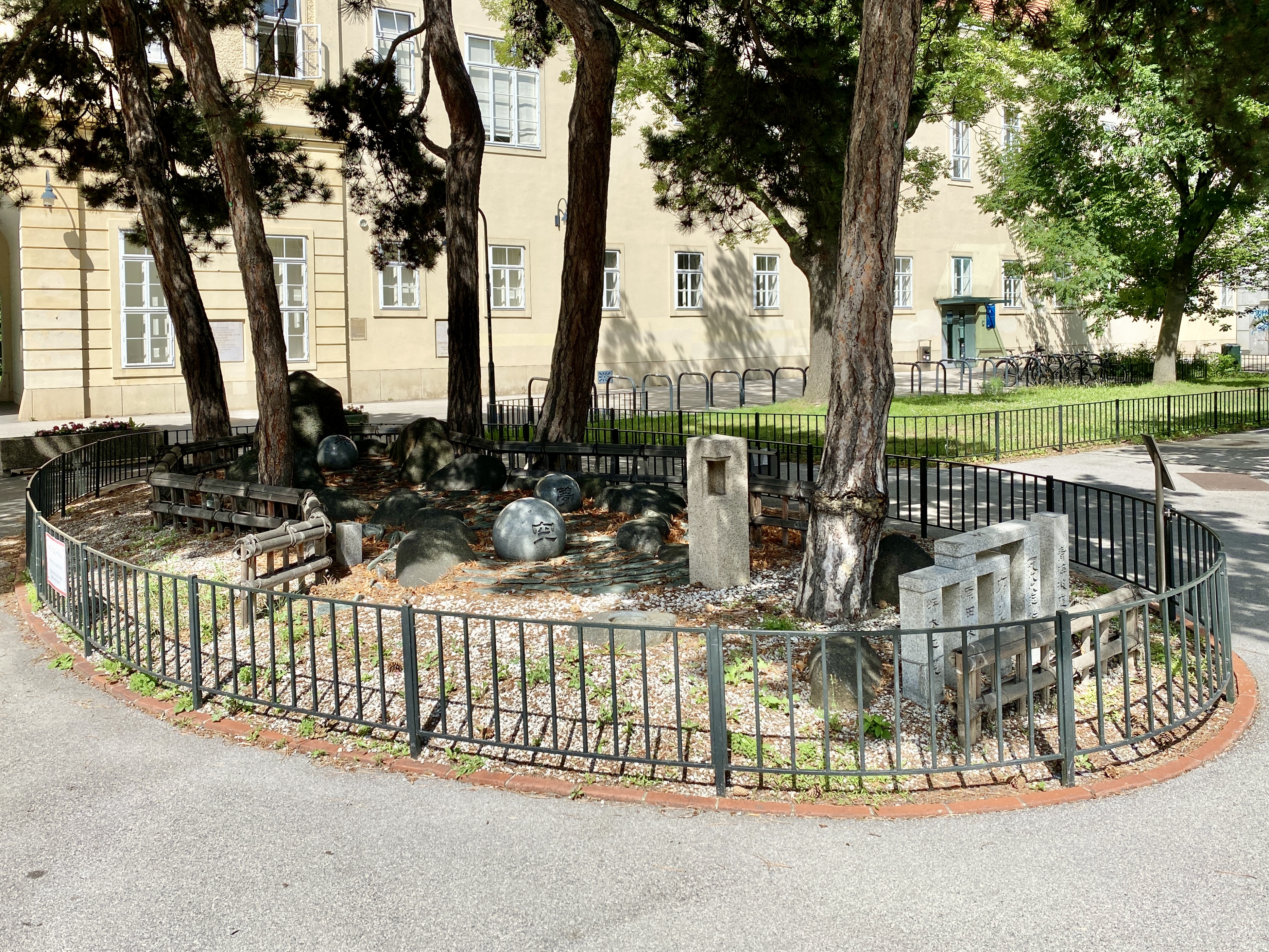
Japanischer Steingarten im Hof 2

Der kleine japanische Garten im Kare-san-sui-Stil befindet sich im Hof 2, in dem auch der Fachbereich Japanologie des Instituts für Ostasienwissenschaften angesiedelt ist. Die Anlage wurde im Mai 1999 geschaffen. Die Anregung dazu kam vom Japanologen Sepp Linhart. In die Wege geleitet wurde das Projekt von Eishin Harada, dem Vorsitzenden der Vereinigung japanischer Gärten in Tokio. Die Gestaltung übernahm Hiraaki Kishimoto aus Osaka. Es wurden nur Materialien aus Japan verwendet: weißer Kies aus dem Fluss Shirakawa in der Präfektur Kyōto, flache Steine von der Insel Shikoku, Steinkugeln aus Kōbe und ein kleiner Felsen vom Berg Ikoma.
Die Anlage wird auch als Seigaiha Teien (japanisch für „Garten der blauen Meereswellen“) bezeichnet. Die Platzierung der Steine symbolisiert Japan als im ruhigen Meer treibendes Schiff: vom Gebirge als Ort der Quelle über den wachsenden Fluss bis zur Mündung ins Meer. Ein steinernes Wasserbecken repräsentiert geistige und körperliche Reinigung. Auf Steinkugeln sind Schriftzeichen angebracht, die drei Wesenzustände im Zen-Buddhismus bezeichnen: raku (Vergnügen), kū (Leere) und yume (Traum). Der japanische Steingarten wurde 2009 renoviert. Das japanische Prinzenpaar pflanzte bei einem Besuch im selben Jahr in der Nähe einen Kirschbaum.

#### Zierbrunnen
Im Campus-Gelände stehen mehrere Zierbrunnen. In der Mitte des Hofs 1, in der zentralen Blickachse vom Sonnenfels-Tor zur Alten Kapelle und zum Narrenturm, befindet sich der Gedenkbrunnen. Er wurde 1887 errichtet und erinnert an den Anschluss des Allgemeinen Krankenhauses an die I. Wiener Hochquellenleitung im Jahr 1875. Die verbesserte Wasserversorgung hatte einen starken Rückgang der Cholera- und Typhus-Toten bewirkt. Die lateinische Inschrift MDCCCLXXV auf dem Sockel bedeutet 1875. Der Gedenkbrunnen besteht aus Marmor. Auf einem hohen Podest ist ein halbkreisförmiges Wasserbecken angebracht, in dem auf einem Sockel eine Ziervase steht.
Im Hof 1 befinden sich zwei weitere Zierbrunnen. Diese sind symmetrisch zueinander angelegt und weisen runde Wasserbecken und Schmiedeeisengitter auf. Sie wurden Ende des 19. Jahrhunderts errichtet. In der Mitte des westlich der Längsachse gelegenen der beiden Brunnen gibt es einen Sockel jüngeren Datums. Ähnlich gestaltet sind die ebenfalls Ende des 19. Jahrhunderts geschaffenen Zierbrunnen beim Kaiser-Joseph-II.-Denkmal im Hof 2, im Zentrum des Hofs 7 und im Zentrum des Hofs 8. Der letztgenannte Brunnen weist außerdem ein auf einem modernen Sockel stehendes Muschelbecken auf.

Zierbrunnen im Campus der Universität Wien
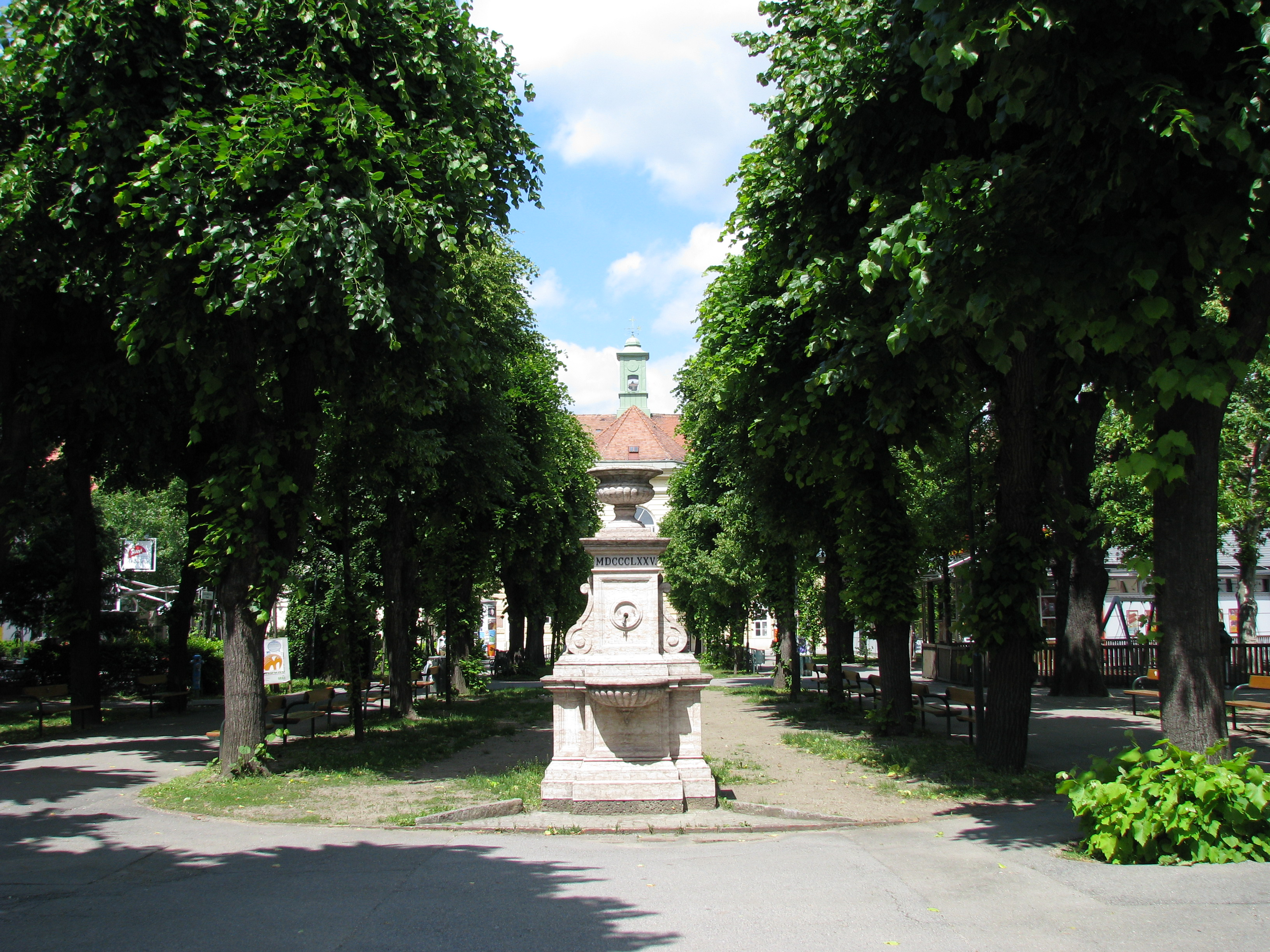
Gedenkbrunnen im Hof 1
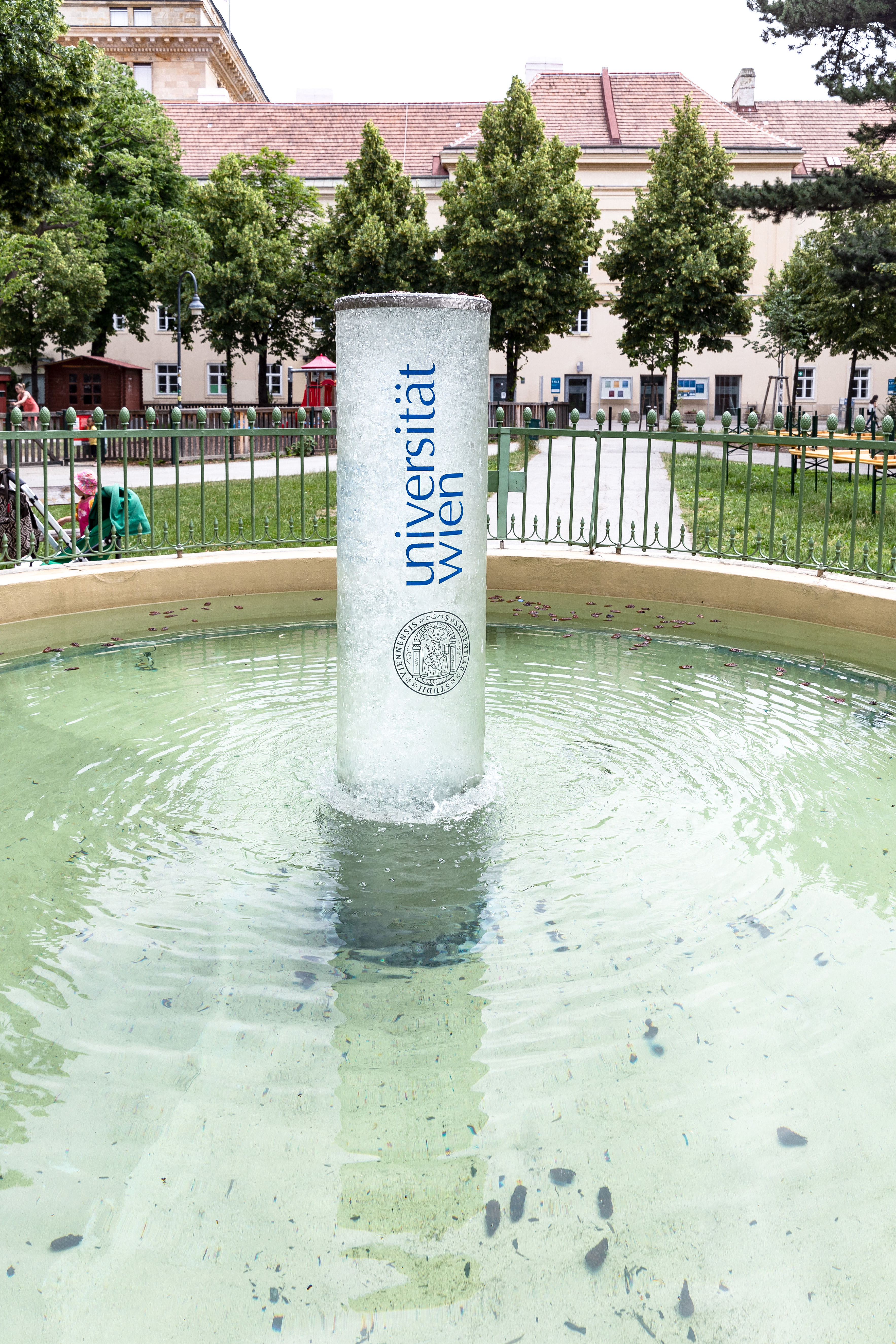
Östlicher Zierbrunnen im Hof 1
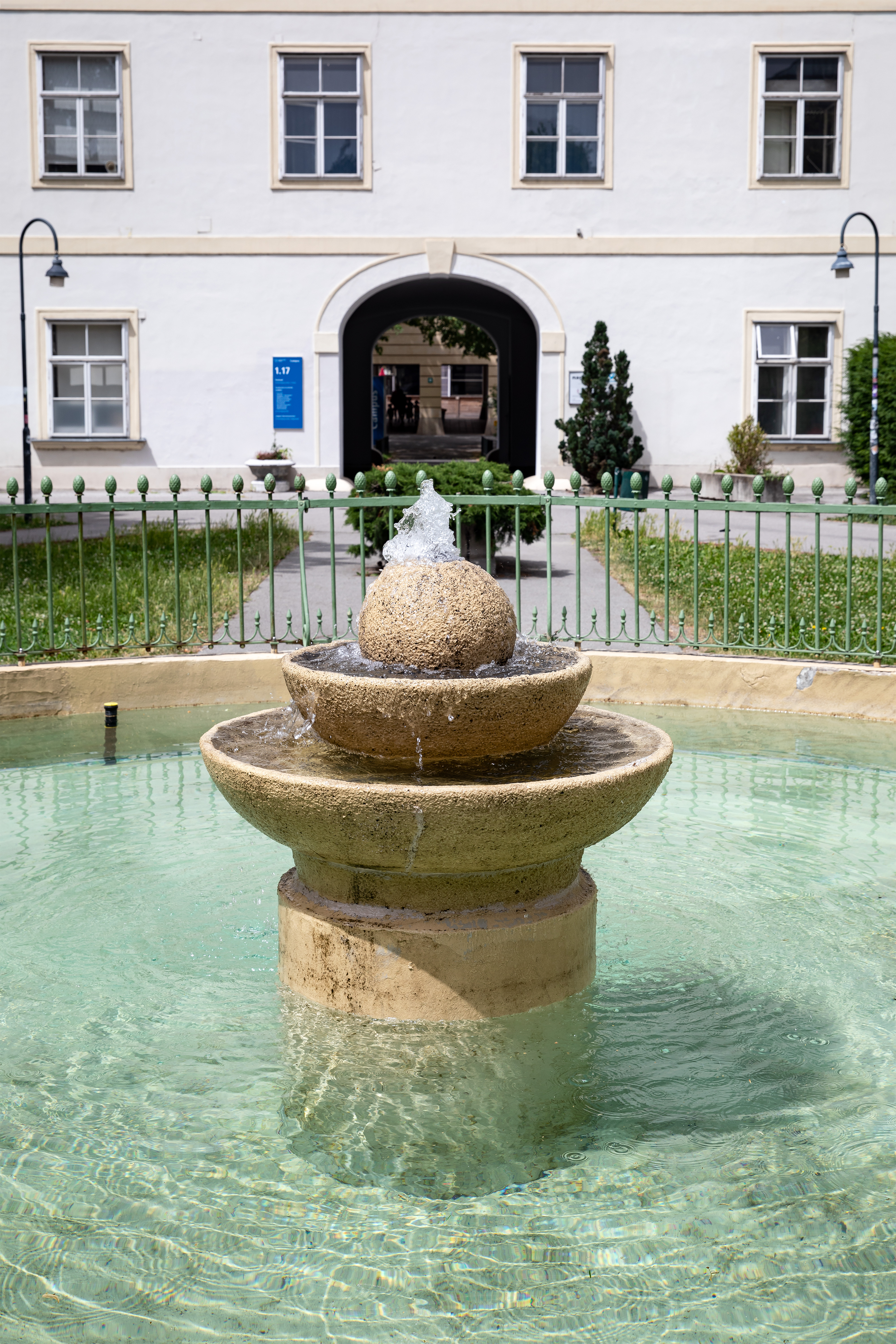
Westlicher Zierbrunnen im Hof 1
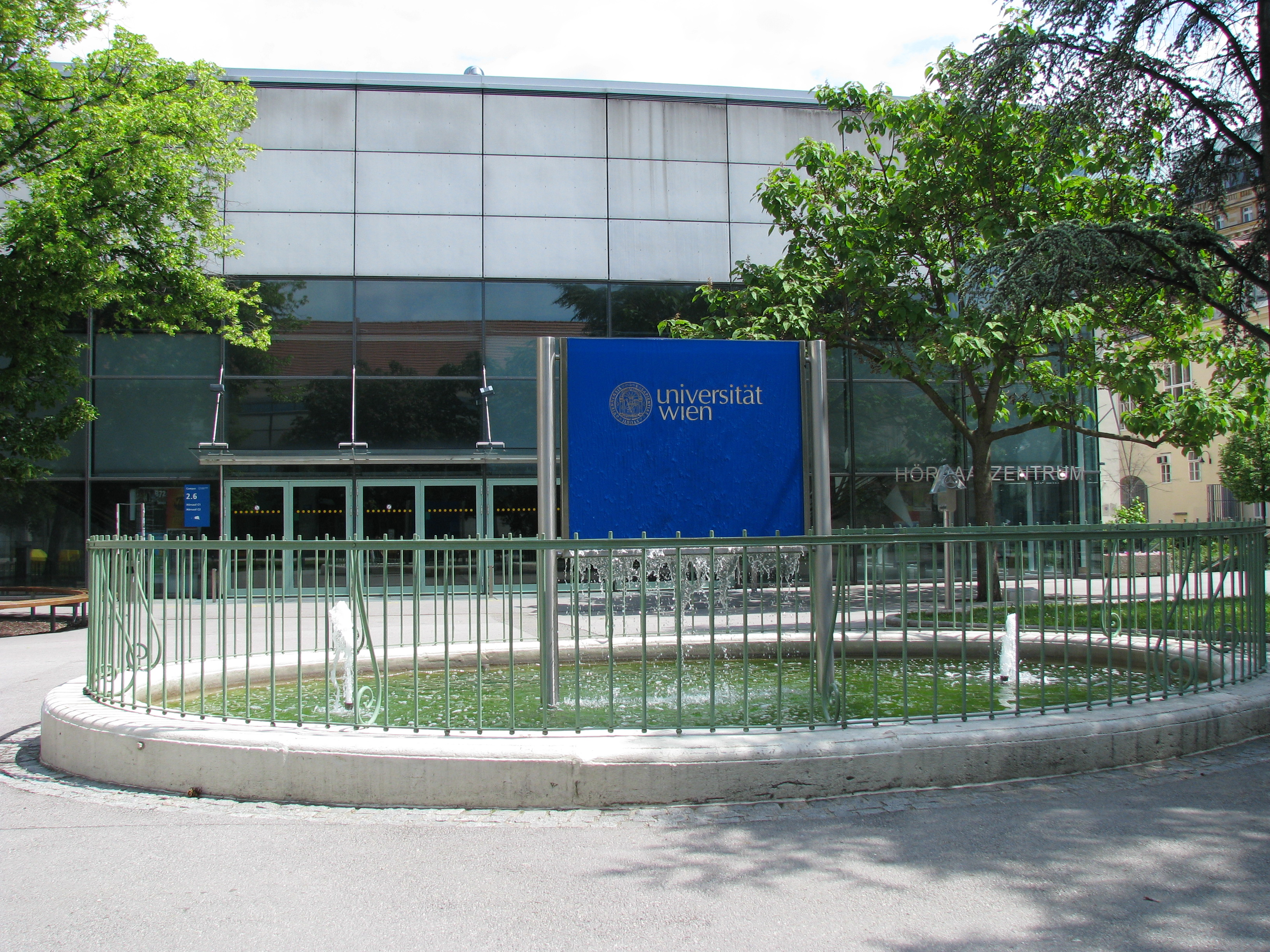
Zierbrunnen im Hof 2
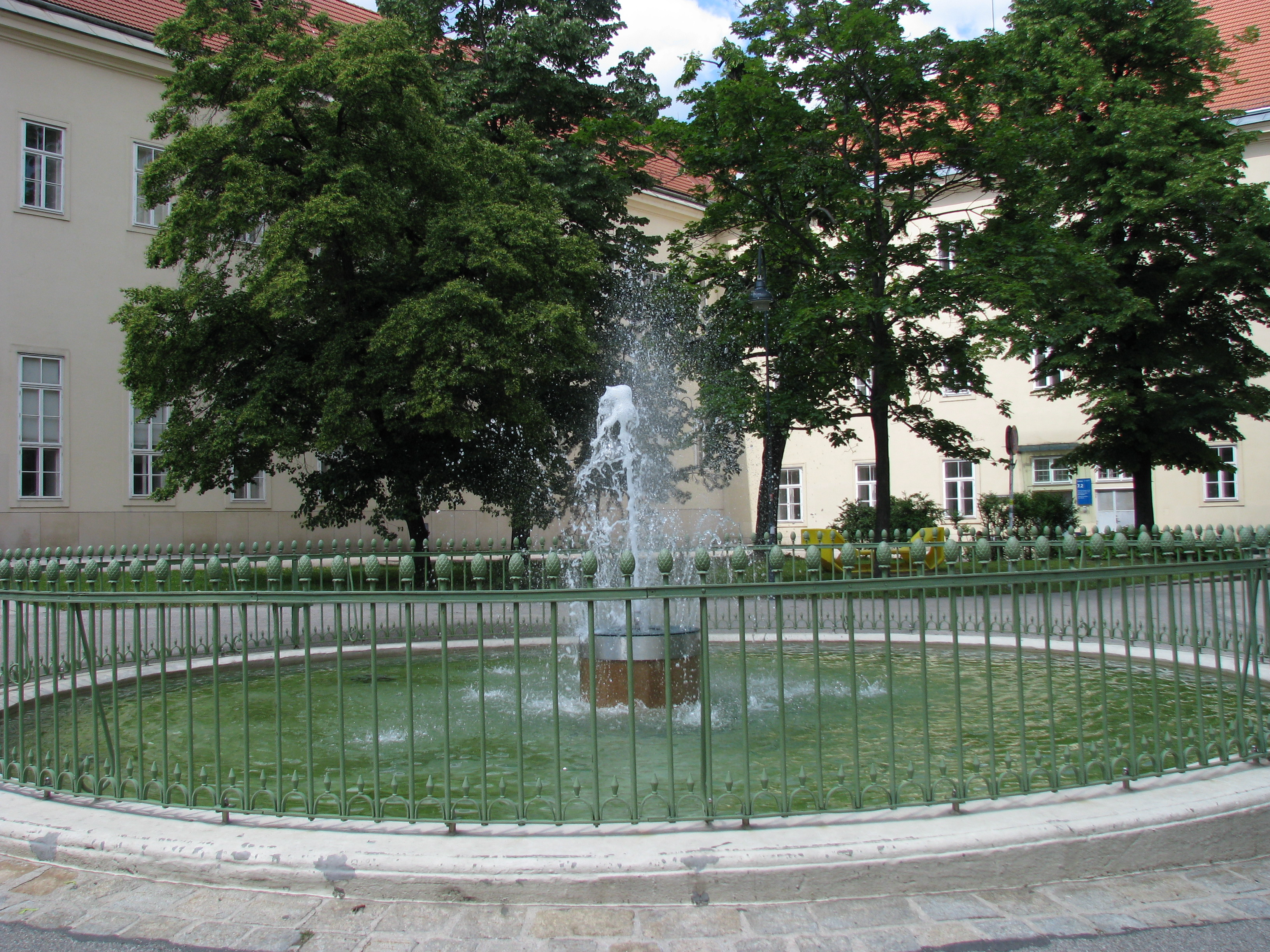
Zierbrunnen im Hof 7
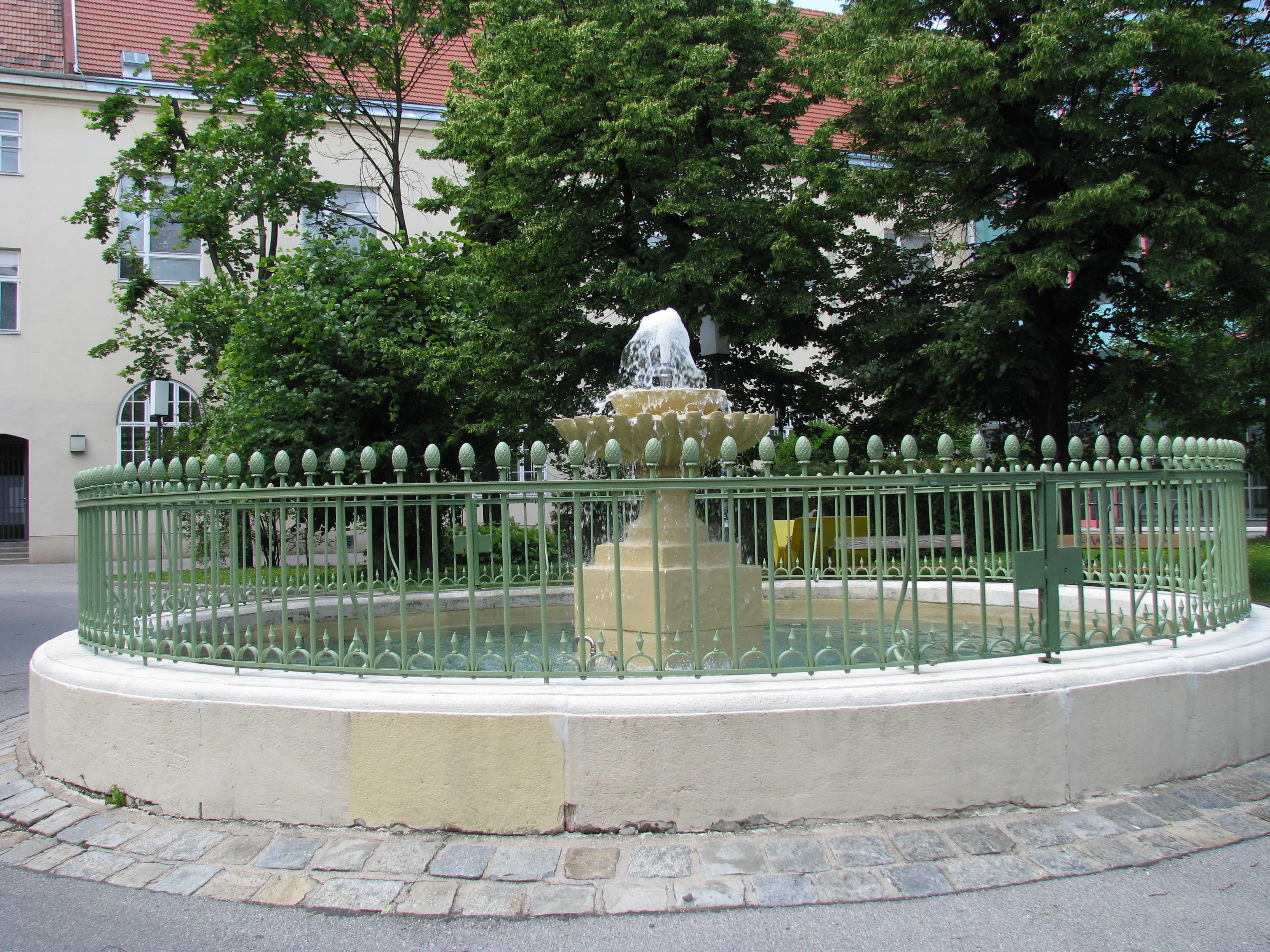
Zierbrunnen im Hof 8